# Dubbeldeksinterregiomaterieel
Verlengd interregiomaterieel (VIRM) is een dubbeldekstrein van de Nederlandse Spoorwegen (NS). Deze heeft er 178, te weten 98 van het type vierwagentreinstel (VIRM-IV), en 80 van het type zeswagentreinstel (VIRM-VI).
De eerste serie (VIRM-1) is ontstaan door verlenging van de DD-IRM, het Dubbeldeksinterregiomaterieel. Dit materieel had bij aflevering de naam Regiorunner. Deze treinen waren bedoeld voor het rijden van InterRegiotreinen. Het eerste treinstel (de 8201) werd op 21 april 1994 overgebracht van Talbot in Aken naar de werkplaats in Leidschendam.
Treinstel 8629 is komen te vervallen nadat er bij Ede brand uitbrak in een van de rijtuigen. Treinstel nummer 8711 is komen te vervallen door de schade die is opgelopen bij het treinongeval bij Amsterdam Westerpark. Treinstel 9405 raakte ernstig beschadigd bij het treinongeval bij Voorschoten op 4 april 2023.

## Totstandkoming
Op basis van de Vierde Nota Ruimtelijke Ordening bracht NS in de jaren '80 een eigen plan uit: Rail 21, een nationaal plan waarbij naast forse uitbreidingen aan het bestaande spoornet werd geïnvesteerd in nieuw materieel. In het plan werd besloten om in 1996 een drietreinenconcept in te voeren: de Agglo/Regiotrein (stoptrein), de InterRegiotrein (sneltrein, vergelijkbaar met de huidige Intercity's) en de intercity (vergelijkbaar met de EuroCity en de hogesnelheidstreinen zoals de Thalys en de ICE). Het Dubbeldeksinterregiomaterieel was dus bedacht voor de Interregioverbindingen en kreeg de naam Regiorunner. Het drietreinensysteem is echter nooit ingevoerd, onder andere door de verzelfstandiging van NS, en de officiële naam Regiorunner is vervallen. Het materieel wordt nu voornamelijk ingezet als intercitytrein.

### Eerste generatie: DD-IRM
Tussen 1994 en 1996 werden voor het Dubbeldeksinterregiomaterieel 290 dubbeldeksrijtuigen afgeleverd:
- 162 mBvk1/2-rijtuigen: aangedreven koprijtuigen met 2e klas
- 81 ABv3/4-rijtuigen: rijtuigen met 1e/2e klas
- 47 ABv5-rijtuigen: rijtuigen met 1e/2e klas

De ABv5-rijtuigen zijn geleverd door De Dietrich te Reichshoffen in Frankrijk; de overige door de hoofdleverancier Talbot uit Aken. mBvk1 en mBvk2 zijn identiek. Hetzelfde geldt voor ABv3 en ABv4.
Daarmee werden 34 driewagentreinstellen en 47 vierwagentreinstellen samengesteld:
- 34 stellen DD-IRM-III: mBvk1 + ABv3 + mBvk2 (serie 8200)
- 47 stellen DD-IRM-IV: mBvk1 + ABv4 + ABv5 + mBvk2 (serie 8400)

De laatste twee cijfers van het treinstelnummer zijn gelijk aan die van het rijtuignummer van de ABv3/4, en deze waren 01 t/m 81, dus er kon bijvoorbeeld nooit gelijktijdig een stel 8201 en een stel 8401 in bedrijf zijn.
Net als de vorige generatie dubbeldekstreinen (DD-AR) was het de bedoeling dat de rijtuigen van DD-IRM op rijtuigniveau onderhouden zouden worden. Hierdoor was er feitelijk sprake van treinstammen. Mede daarom is de DD-IRM mechanisch en pneumatisch gekoppeld met semiautomatische koppelingen (ATK, Automatische Tussenkoppeling), zodat de rijtuigen eenvoudiger van en aan elkaar te koppelen zijn dan bij treinstellen. In de praktijk is van onderhoud op rijtuigniveau nooit sprake geweest en was er dan ook al gauw sprake van treinstellen in plaats van treinstammen.

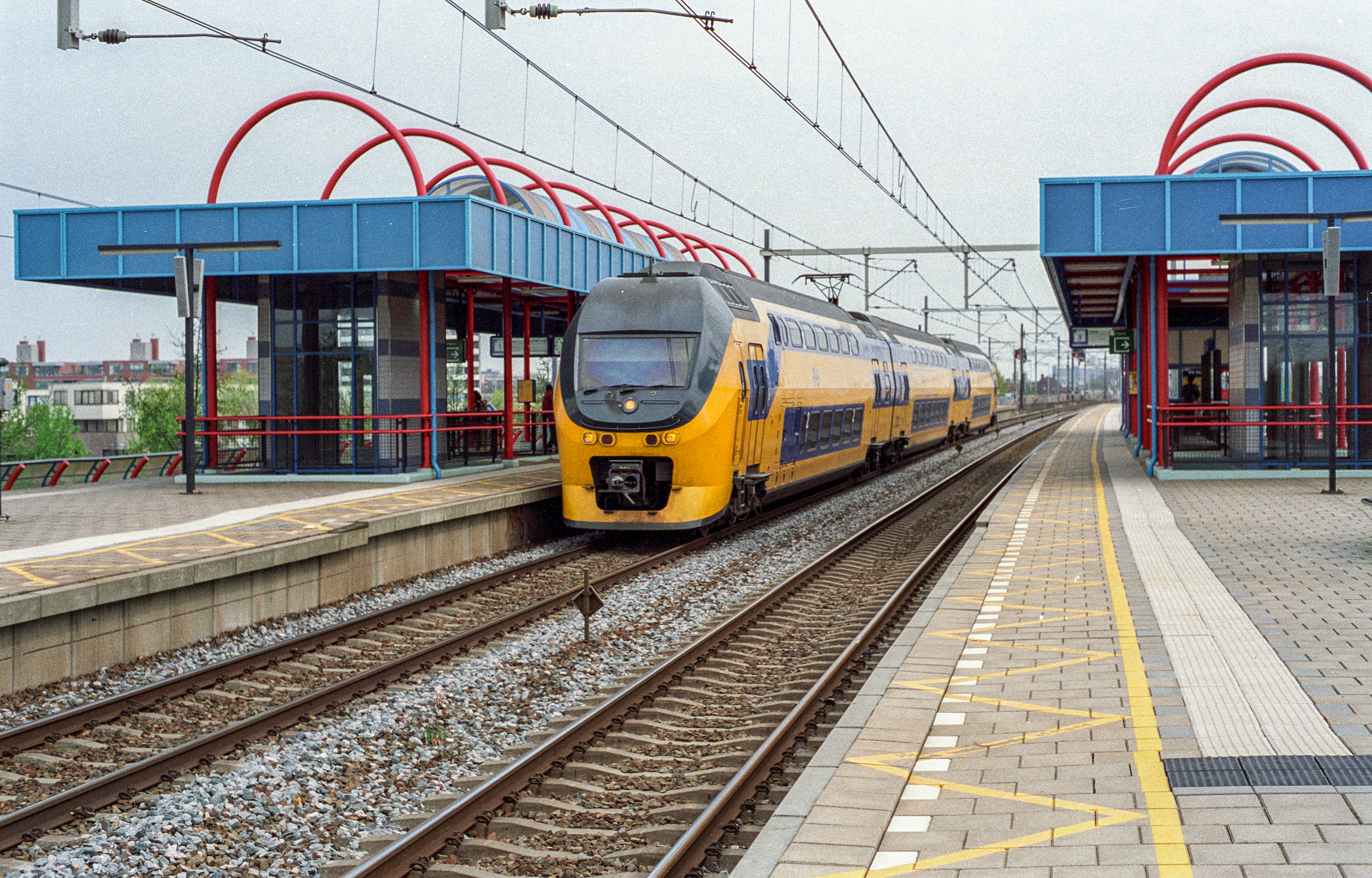
De eerste serie bestond deels uit driedelige stellen.

#### Verlenging: VIRM-1
In 2000 werd een bestelling geplaatst voor 128 nieuwe rijtuigen, om de 81 bestaande stellen te verlengen: de driewagentreinstellen (serie 8200) werden uitgebreid met een ABv6 tot vierwagentreinstellen (serie 9400). De vierwagentreinstellen (serie 8400) werden uitgebreid met een ABv6 en een mBv7 tot zeswagentreinstellen (serie 8600). Nog steeds geldt dat er bijvoorbeeld niet gelijktijdig een stel 9401 en een stel 8601 in bedrijf kan zijn.
Zo ontstond het Verlengd Interregiomaterieel (VIRM-1). Het interieur van de nieuwe rijtuigen wijkt af van de oudere, met onder andere een ander type stoelen die op de benedenverdiepingen in coachopstelling werden geplaatst. Bovendien werden de "oudere" rijtuigen aangepast, zo werden onder andere de hc-ruimten en een aantal toiletten verwijderd. Ook werden de stroomafnemers en snelschakelaars verplaatst van de mBvk- naar de nieuwe ABv6-rijtuigen.

#### Modernisering: VIRMm-1

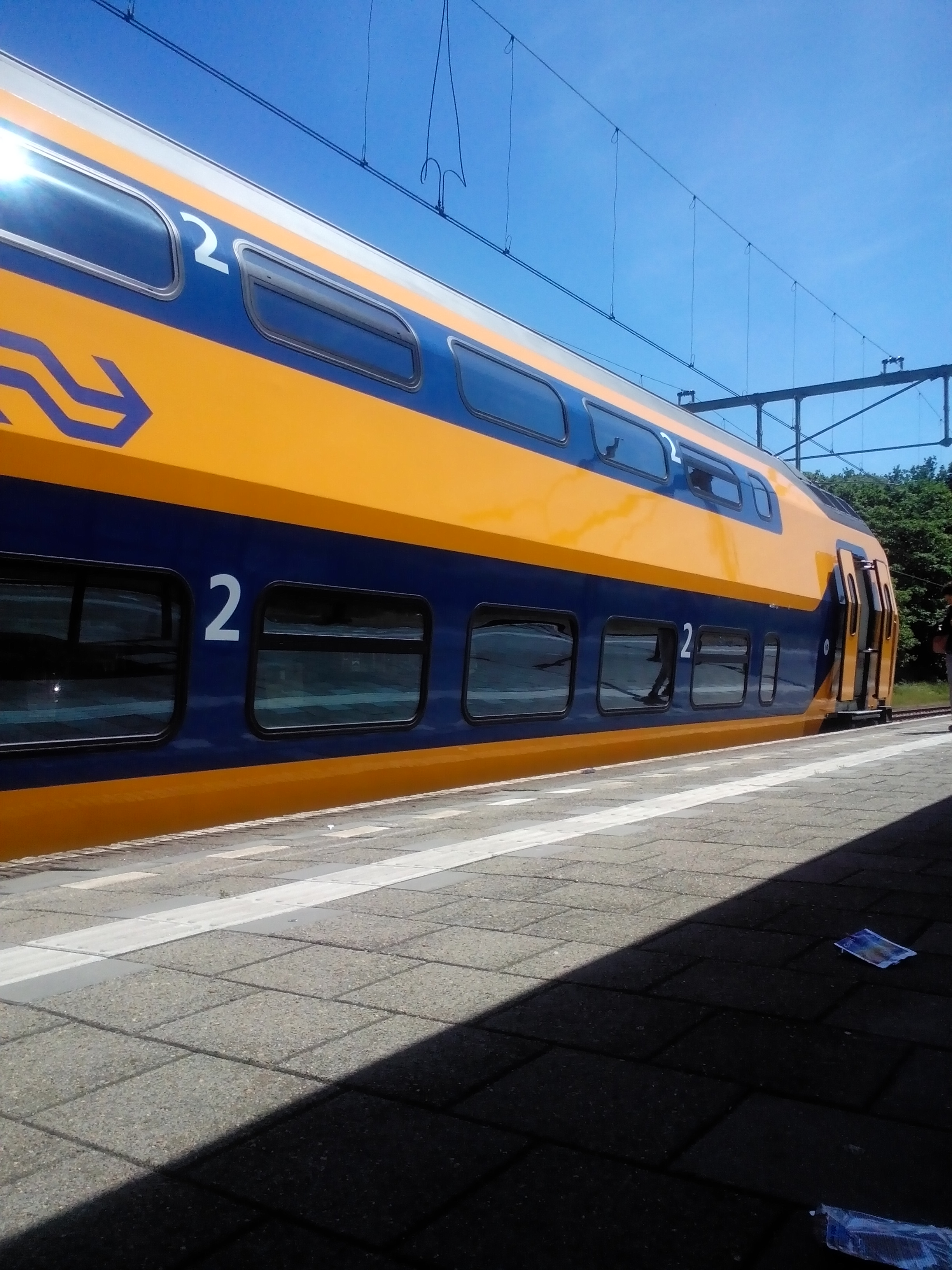
Gemoderniseerde VIRM-1 8637 te Bergen op Zoom.

De eerste generatie werd sinds 2016 gemoderniseerd. De NS verwachtte dat de treinen 20 procent zuiniger werden door het gebruik van led-verlichting en zuinigere klimaatinstallaties. Op 18 september 2014 werd begonnen met het vierdelige Pre-Try-Out-treinstel (PTO-treinstel) 9411. De overige 80 treinstellen werden tussen 2016 en 2020 bij NedTrain in Haarlem gemoderniseerd, waarbij de vierwagentreinstellen als eerste aan de beurt waren. Het interieur is vergelijkbaar met dat van de Dubbeldekker Zonering (DDZ) met de stoelen beneden in vis-à-vis-opstelling en boven in coachopstelling.
De nieuwe stoelen zijn van de Italiaanse fabrikant Clerprem en gelijk aan het type dat reeds bij DDZ is toegepast. De ruimte voor de (verwijderde) liftschachten wordt op de benedenverdieping gebruikt als bagageruimte; op de benedenverdieping van de ABv-rijtuigen komt een loungebank. Voorts werden er op iedere verdieping vier noodventilatieramen geplaatst. Deze hebben als doel om bij langdurige uitval van de klimaatunit voor voldoende frisse lucht te zorgen. Het rolstoeltoegankelijke balkon werd van een OBIS-scherm voorzien waarop reisinformatie wordt getoond. Tevens is op dit balkon een rolstoeltoegankelijk toilet geplaatst dat aanvankelijk van een urinoir voorzien was; later zijn deze permanent afgesloten. In de eerste klas is iedere dubbele zitplaats voorzien van een stopcontact voor het gebruik van onder andere laptops. De in de ABv6 geplaatste snelschakelaar werd vervangen door het type dat ook al in VIRM-4 is geplaatst. Het eerste in serie gemoderniseerde treinstel is de 9404, in februari 2017 was de eerste inzet van het zeswagentreinstel 8637.
Het uiterlijk van de gemoderniseerde treinstellen is gewijzigd t.o.v. de oorspronkelijke uitvoering. De blauwe banen langs de ramen lopen vanaf de balkons naar beneden i.p.v. naar boven en rond de deuren is er nu een blauwe omlijsting. De investering bedroeg 502 miljoen euro.

### Tweede en derde generatie: VIRM-2/3
De serie VIRM-2 bestaat uit 13 vierwagentreinstellen genummerd in de 9500-serie en 12 zeswagentreinstellen genummerd in de 8700-serie, de serie VIRM-3 bestaat uit 21 zeswagentreinstellen aansluitend genummerd in 8700-serie.
Hiervoor werden 250 rijtuigen afgeleverd:
- 92 mBvk1/2: aangedreven koprijtuigen met 2e klas
- 46 ABv3/4: rijtuigen met 1e/2e klas
- 33 ABv5: rijtuigen met 1e/2e klas
- 46 ABv6: rijtuigen met stroomafnemers en 1e/2e klas
- 33 mBv7: aangedreven rijtuigen met 2e klas

Ook bij deze stellen zijn de laatste twee cijfers van het stelnummer gelijk aan die van het ABv3/4-rijtuignummer. De gebruikte rijtuignummers verschillen binnen deze serie weer alleen in de laatste twee cijfers, dus er kan bijvoorbeeld niet gelijktijdig een stel 8702 en een stel 9502 in bedrijf zijn.
De stelnummers van VIRM-2 zijn 01 t/m 25 met steeds 87 of 95 ervoor, die van VIRM-3 zijn 8726 t/m 8746. Anno februari 2022 waren er nog 242 rijtuigen over.

#### Modernisering: VIRMm-2/3

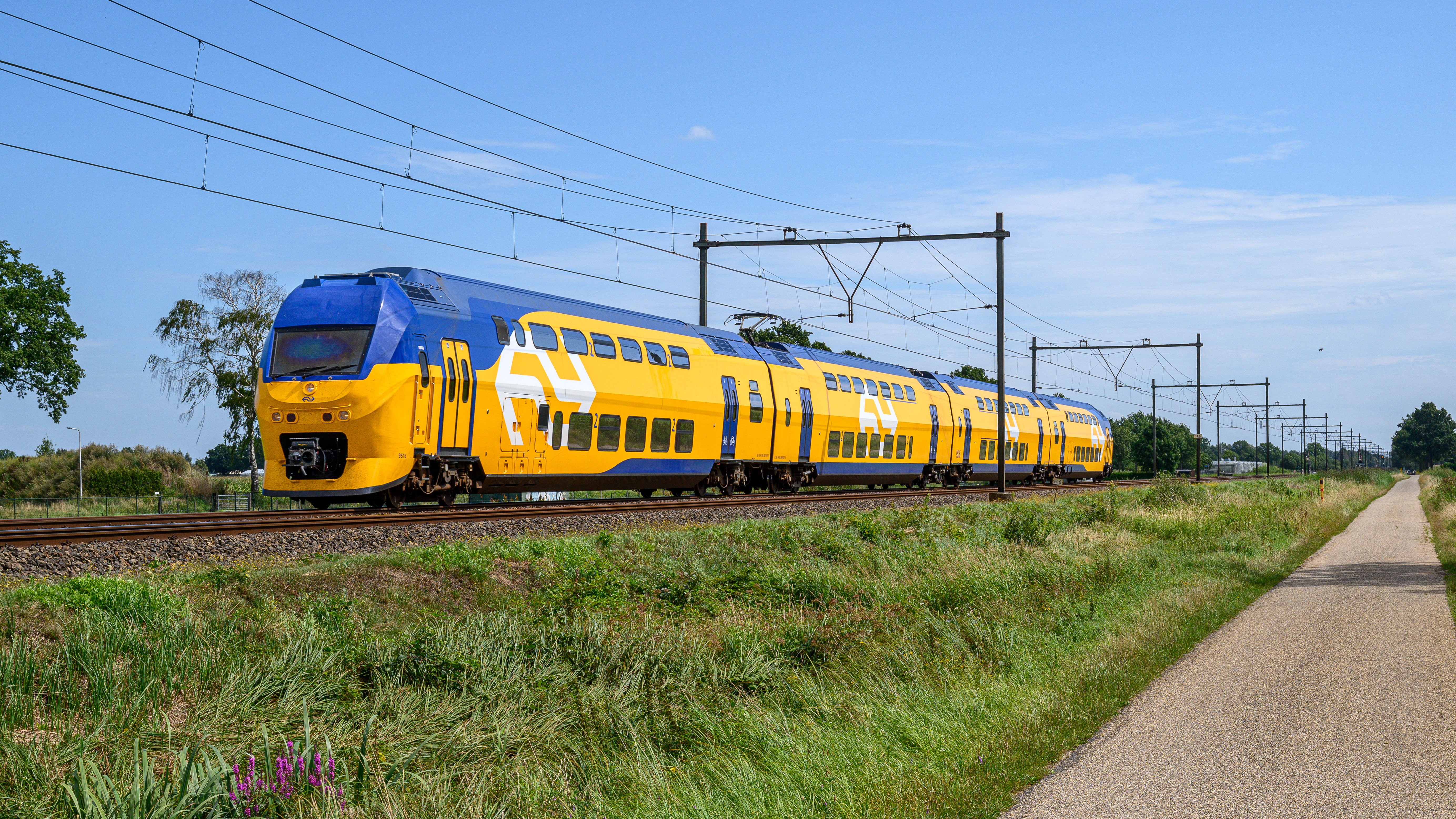
Aan de buitenkant van de gerenoveerde VIRM-2 en -3 treinstellen is het NS logo zo groot afgebeeld dat het niet tussen de ramen past.

Het moderniseringprogramma voor VIRM-2 en -3 liep van juni 2021 tot eind 2023.
De VIRM-2 en -3 treinstellen krijgen de nieuwe NS-flow kleurstelling met grote witte NS-logo’s op de zijkant en zonder blauwe banen langs de ramen. De indeling van het interieur lijkt op het interieur van de VIRMm-1, maar kent enkele wijzigingen. Zo zijn het urinoir en de bagagerekken bij de loungebanken verdwenen. Ook de balkons zijn anders dan die van de VIRMm-1. Er is een bioscoopstoel voor rolstoelbegeleiders en er zijn loveseats. Verder zijn er andere stoelen in de 1e en 2e klasse; de stoelen in de 2e klas zijn van het type Nexus 2.0 EC. De VIRMm-2 en -3 is de 1e NS intercity die in de 2e klas USB-poorten heeft. De 1e klas heeft naast USB-poorten ook stopcontacten. Ook de klimaatinstallaties zijn vervangen door een efficiënter en betrouwbaarder type.
Op 7 juni 2021 is treinstel 9528 als eerste stel in dienst gekomen. In december 2022 was de honderdste VIRM gemoderniseerd, waarmee er 19 van serie 2 en 3 zijn afgerond. De laatste VIRM-2/3 (de 8746) werd begin 2023 gemoderniseerd.

### Vierde generatie: VIRM-4

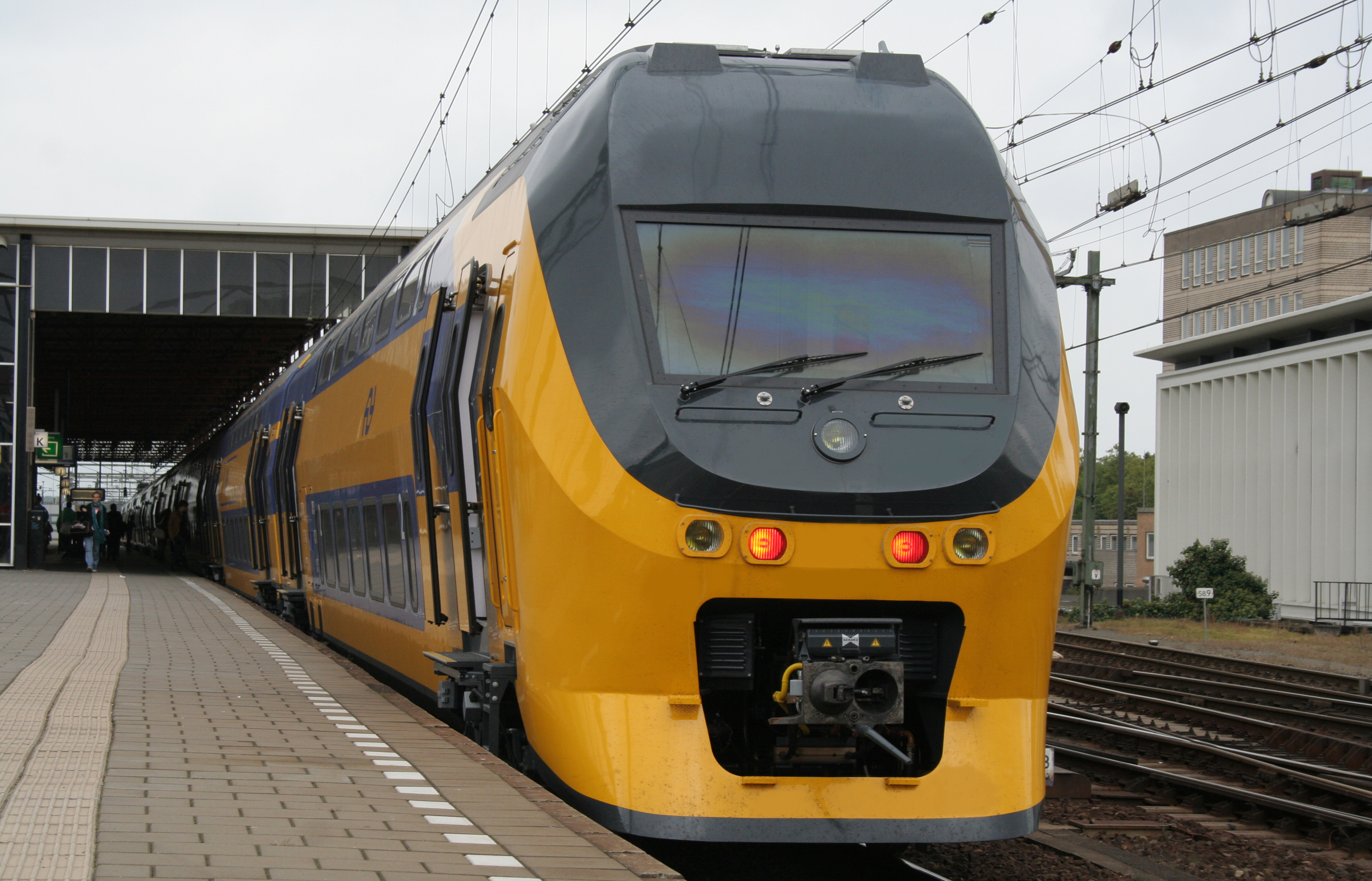
De destijds hagelnieuwe 9553 te Eindhoven in september 2008.

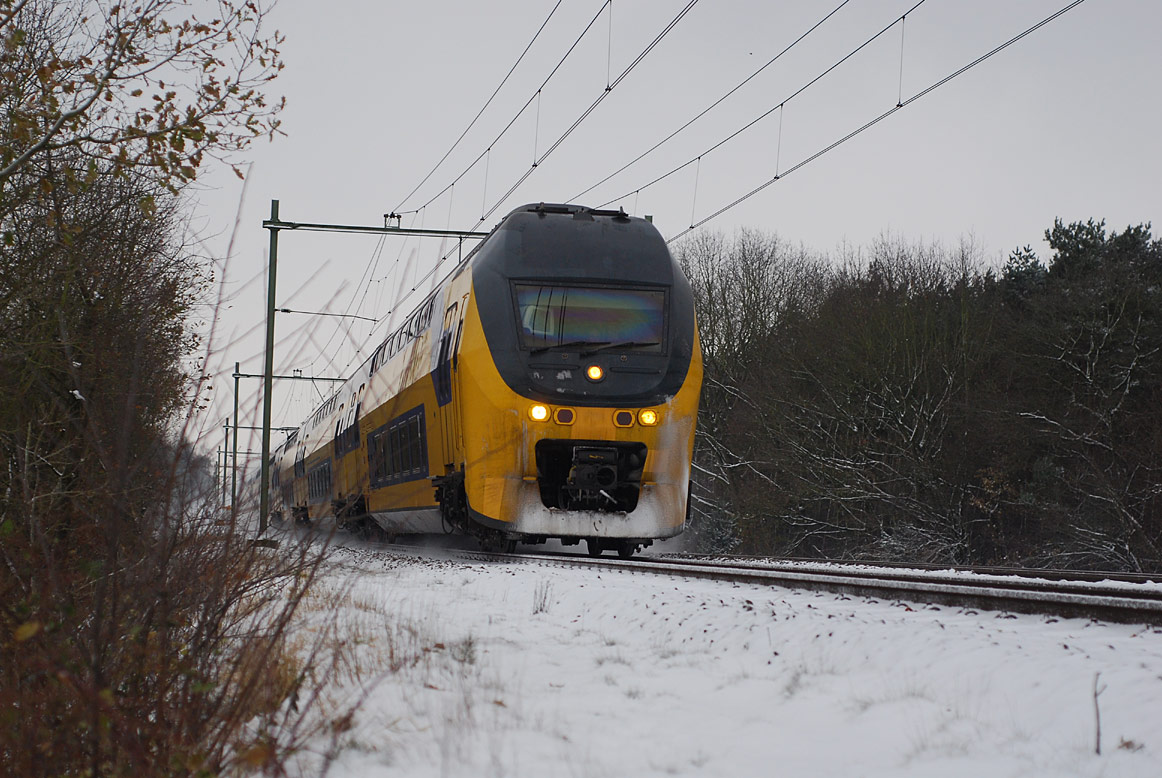
VIRM 8632

In 2007 heeft NS Reizigers 205 nieuwe VIRM-4 rijtuigen besteld bij Bombardier Transportation ter vervanging van onder andere de ICK-rijtuigen. De basisopdracht bestond uit 50 vierdelige treinstammen. Later is hier nog één stam aan toegevoegd alsmede een extra koprijtuig, ter vervanging van een bij een aanrijding beschadigd rijtuig. Het eerste treinstel werd op 27 juni 2008 gepresenteerd.
Voor VIRM-4 zijn de volgende rijtuigen besteld (excl. het extra vervangende rijtuig):
- 102 mBvk1/2: aangedreven koprijtuigen met 2e klas
- 51 ABv3/4: rijtuigen met 1e/2e klas
- 51 ABv6: rijtuigen met stroomafnemers en 1e/2e klas

De samenstelling is:
- 51 stellen VIRM-IV: mBvk1 + ABv6 + ABv3/4 + mBvk2

De stelnummers zijn 9547 t/m 9597 (de 9500-serie is dus deels serie 2/3, deels serie 4).

#### Modernisering: VIRMm-4
NS is van plan tussen 2023 en 2028 de 51 VIRM-4-treinstellen te moderniseren die een vergelijkbare uitstraling krijgen als de VIRMm-2/3. De kosten worden geschat op 323 miljoen euro.

## Fabrikanten
De casco's van IRM zijn vanaf 1994 gebouwd door Waggonfabrik Talbot in Aken. De VIRM-casco's zijn tussen 2002 en 2009 gebouwd bij Bombardier Transportation in Görlitz. De elektrische installatie voor het IRM werd geleverd door Holec Ridderkerk, voor de VIRM door Alstom Ridderkerk, zoals Holec na overname door Alstom heet. Het kunstleer en stof van de VIRM is geleverd door BMS Projectstoffering.
| Onderdeel               | Fabrikant                |
| ----------------------- | ------------------------ |
| Mechanisch deel         | Talbot                   |
| Loopdraaistellen        | Stork RMO, Fiat-SIG      |
| Motordraaistellen       | Stork RMO                |
| Wielstellen             | Bochumer Verein/Lucchini |
| Tractie-installatie     | Holec Ridderkerk         |
| Reminstallatie          | Oerlikon Knorr           |
| Elektrische installatie | Holec Ridderkerk         |
| Klimaatbeheersing       | Hagenuk                  |

## Techniek
De IRM-treinstammen zijn voorzien van een ingebouwd sluitfluitsignaal dat te horen is voordat de deuren sluiten. Er kan in treinschakeling worden gereden met maximaal drie treinstammen tegelijk.

### Draaistellen
De draaistellen behoren tot de familie RMO 9000, die ook voor de SM'90 gebruikt werden. De motordraaistellen hebben een radstand van 2750 mm.

### Beveiligingssysteem
Op 5 februari 2020 startte NS een Europese aanbesteding voor de inbouw van ETCS in alle 176 VIRM(m)-treinstellen. Op werd bekend dat Siemens Mobility de opdracht had gewonnen. Op 6 januari 2025 werd VIRMm 8742 binnengenomen in de werkplaats Haarlem als pre-try-out voor de inbouw van ETCS.

### Tractie-installatie
De IRM is voorzien van energiezuinige draaistroomtractie. De tractie-installaties bevinden zich in een machineruimte achter in de koprijtuigen (mBvk1/2) en aangedreven tussenbakken (mBv7), onder de trap naar het bovendek.

#### GTO
De DD-IRM was oorspronkelijk voorzien van tractie-installaties met GTO's die functioneel identiek waren aan die van de SM'90, geleverd door Holec Ridderkerk. De functie van de installaties was het omvormen van de bovenleidingsspanning tot draaistroom voor de tractiemotoren. Eerst werd de bovenleidingspanning door een lijnchopper omgevormd tot een tussenkringspanning van 2300 V. Deze lijnchopper gebruikte frequenties van 550, 600 en 650 Hz. Daarnaast was er bij het remmen een afleidingschopper te horen met frequenties van 400 en 450 Hz. Hierbij kwam een zoemend geluid vrij dat het reizigerscomfort negatief beïnvloedde. Dit leverde deze treinen de bijnaam Doedelzak op. De 2300 V gelijkspanning uit de tussenkring werd door een omvormer omgezet in draaistroom voor twee tractiemotoren. Het geluid van deze omvormers leek op dat van de huidige IGBT-installaties, maar was lager in toonhoogte; dit omdat GTO's minder snel kunnen schakelen dan IGBT's.
Bij een tussentijdse revisie van VIRM-1 in 2011-2013 zijn alle tractie-installaties met GTO's vervangen door tractie-installaties met IGBT's, waardoor het zoemende geluid van de lijnchopper definitief is verdwenen. Bij deze renovatie is gelijktijdig het reizigersinformatiesysteem OBIS ingebouwd. Treinstel 8647 werd als eerste behandeld (als pre-try-out) vanaf 17 oktober 2011, daarna de 8661 (als try-out op procesniveau) en treinstel 8610 als laatste.

#### IGBT
Alle bakken uit de serie VIRM-2/3/4 (inclusief de bakken die gebouwd zijn voor de verlenging van VIRM-1) zijn bij aflevering voorzien van tractie-installaties met IGBT's geleverd door Alstom Traxis (het voormalige Holec). Deze zijn stiller dan de GTO-installaties en hebben ook geen lijnchopper. Daarnaast zijn ze lichter en compacter; een verschil van twee zitplaatsen.
Het geluid van de VIRM doet enigszins denken aan dat van een alarm of versnellingsbak, maar is afkomstig van de tractie-omvormers; deze genereren een reeks elektrische pulsen waarmee de motoren worden aangedreven. Door het wisselende magnetisch veld van de motoren wordt het omringende metaal in trilling gebracht, waardoor de pulsen waar te nemen zijn als geluid.
Bij het elektrodynamisch remmen kan er gebruikgemaakt worden van een afleidingschopper die afwisselend een frequentie van 450 en 500 Hz gebruikt. Deze veroorzaakt weliswaar een zoemend geluid, maar mag niet worden verward met de 'doedelzak'-lijnchopper van de oude GTO-installaties.
De ABv6-bakken zijn voorbereid op inbouw van een transformator voor bedrijf onder een bovenleidingspanning van 25 kV. Tot op heden is deze echter nooit ingebouwd.

### Remmen
Voor het remmen beschikt de IRM over elektropneumatische schijfremmen op de loopdraaistellen en de mogelijkheid tot elektrodynamisch remmen op de motordraaistellen. De remenergie van de dynamische rem kan worden teruggevoerd naar de bovenleiding (recuperatie) of via de afleidingschopper in remweerstanden worden omgezet in warmte. Tevens beschikt het treinstel voor noodgevallen over permanentmagneetremmen, die bij snelremmingen op de spoorstaven worden neergelaten. Deze magneetrem (ook wel "Federspeicher"-rem) dient tevens als parkeerrem. De remvoering is van het type Bremskerl BK2050-2.

### Prototype
Toen het IRM ontworpen werd, was draaistroomtractie een nieuwe techniek. Omdat het IRM een grote materieelserie zou worden, besloot NS in december 1990 om Plan T 517 om te bouwen tot prototype voor het IRM. De BD-bak van het treinstel werd gebruikt om zowel de GTO-omvormers als de draaistellen te beproeven. Het treinstel heeft vanaf november 1992 met deze configuratie in de reguliere dienst rondgereden.

### VIRM-1 t/m 3
Bij de verlenging tot VIRM werd de hele treinserie uitgevoerd met een diagnosesysteem in de cabines voor beproeving, controle en melding van storingen. De machinist gebruikt het systeem dat met een display op de stuurtafel is uitgerust, om de trein voor vertrek te beproeven, de hoofdconducteur om de bestemmingsdisplays in te stellen en de storingsmonteur voor het stellen van een diagnose. Tijdens de rit zijn verscheidene zaken te monitoren, zoals snelheid, luchtdruk, spanning, vermogen. Na de verlenging kan met maximaal drie stammen in treinschakeling gereden worden.

### VIRM-4
Door een stuggere vering is het rijcomfort verbeterd ten opzichte van de eerdere series. Ook is de airconditioning verbeterd. VIRM-4 is het eerste NS-materieel dat bij de bouw al is voorzien van een gesloten vacuümtoiletsysteem met een bioreactor.

## Inrichting
Een VIRM-trein bestaat uit een of meer treinstellen (ook wel treinstammen genoemd, zie hier, maar NS gebruikt zelf in de trein het begrip treinstel) die op hun beurt weer uit losse delen bestaan. Het aantal rijtuigen in een treinstel is 4 als het stelnummer met 9 begint en 6 als het met 8 begint.
Er zijn 98 treinstellen VIRM-IV (vierwagentreinstellen) met in de 1e klas 61 à 63 zitplaatsen en in de 2e klas 326 à 330, plus 16 klapzittingen.
Verder zijn er 80 treinstellen VIRM-VI (zeswagentreinstellen) met in de 1e klas 129 à 132 zitplaatsen en in de 2e klas 438 à 442 plus 26 klapzittingen.
Er is airconditioning in elk rijtuig die per rijtuig geregeld wordt. De ramen zijn niet te openen door reizigers, maar kunnen door een conducteur geopend worden als bijvoorbeeld de airco defect is.
Aan de uiteinden van ieder rijtuig is een gedeelte op het niveau van de buitendeur (het balkon), daartussen zit het gedeelte met een onder- en een bovenverdieping. Vanaf het balkon is er een trap naar beide verdiepingen.
De indeling van de balkons varieert al naargelang de aanwezigheid van een toilet, ruimte voor bagage en fietsen- en dienstruimten. Op sommige zijn er een of twee blokjes van vier stoelen in vis-à-vis-opstelling en/of een rijtje klapstoelen in dwarsrichting, met de rug naar het raam. Soms is er één bank, al of niet met twee klapstoelen ertegenover.
In een vierwagentreinstel is een voor mindervaliden toegankelijke wc aanwezig (ABv3/4). In een zeswagentreinstel zijn dit er twee (ABv3/4 en mBv7). Verder is er in een vierwagentreinstel nog een reguliere wc en zijn er in een zeswagentreinstel twee reguliere wc's. In de rijtuigen zijn op diverse plaatsen wc-bezetmelders geplaatst.
De stoelopstelling op de bovenverdieping is vis-à-vis; beneden is dit bij de oudere rijtuigen ook het geval, maar bij de nieuwere zijn daar de meubels in een coachopstelling geplaatst, met in het midden twee rijen (6 tot 8 plaatsen) vis-à-vis.
Bij de vis-à-vis-opstelling zit aan de raamkant een asymmetrisch vast tafeltje, behalve op het balkon. Eronder zit een in de zijwand verzonken afvalbak. Bij de coachopstelling zit in de rugleuning van elke stoel ervoor een opklapbaar tafeltje en een afvalbakje.
Alleen op de benedenverdieping zijn er bagagerekken boven de stoelen, bij de niet-gereviseerde treinstellen hebben deze een golvende vorm.

### VIRM-1 t/m 3
De liften tussen de trappen naar de boven en benedenverdieping voor de cateringtrolley, die in 2003 is afgeschaft, zijn buiten dienst gesteld. Omdat het gangpad in het midden zit en de glazen entreedeur naar de reizigersafdeling uit het midden (in het midden zit de lift) zit hier een zijwaartse beweging in de looproute.

### VIRM-4
De stoelen in de 2e klas zijn voorzien van een blauwe stoffen bekleding. De stoelen in de 1e klas zijn voorzien van een rode leren bekleding. Deze kleuren zijn identiek aan de kleuren die zijn gebruikt bij de vernieuwde Sprinters (SGMm) en Intercitymaterieel. De liften tussen de trappen geplaatst zijn weggelaten waardoor de trappen breder zijn en de doorstroom van reizigers is verbeterd. In de eerste klas is iedere dubbele zitplaats voorzien van een stopcontact voor het gebruik van onder andere laptops. De contactdoos zit onder de armleuningen in het midden. Bij oplevering waren in de 1e klas leeslampjes aan de stoelen bevestigd. Korte tijd na aflevering kwam men er achter dat de leeslampen een potentieel (stoot)gevaar opleverden. Hierop zijn de leeslampjes verwijderd. Het aantal zitplaatsen in de compartimenten wordt niet meer vermeld.
De op de wc's geplaatste vacuümtoiletten lozen niet meer direct op de spoorbaan, maar zijn voorzien van bioreactors. De langwerpige displays aan de uiteinden van de coupé, waarop in voorgaande series de bestemming werd aangegeven, ontbreken. Hiervoor in de plaats zijn deze stellen later voorzien van informatieschermen. Deze maken gebruik van OBIS met uitgebreide reisinformatie. VIRM-4 is tevens voorzien van draadloos internet.

## Inzet dienstregeling 2025
Na diverse proefritten en een proefbedrijf in de stopdienst Dordrecht – Roosendaal in 1994 loste het IRM het ICM af op de verbinding Amsterdam – Vlissingen. Naarmate er meer IRM's werden afgeleverd en de dienstregeling veranderde, werden ze vervolgens ook ingezet op de verbindingen Den Haag/Rotterdam – Nijmegen, Amsterdam – Den Haag, Den Helder – Nijmegen en Zwolle – Roosendaal. Later volgden nog meer andere treindiensten, waaronder Alkmaar – Maastricht.
| Serie | Treinsoort     | Route | Bijzonderheden |
| ----- | -------------- | --- | --- |
| 500   | Intercity (NS) | Den Haag Centraal – Gouda – Utrecht Centraal – Amersfoort Centraal – Zwolle – Assen – Groningen | Wordt in combinatie gereden met DDZ. |
| 1400  | Intercity (NS) | Utrecht Centraal – Amsterdam Centraal – Schiphol Airport – Den Haag HS – Rotterdam Centraal | Nachtnet. In beide richtingen stopt de eerste trein (in beide richtingen rond 1:30 uur) op Amsterdam Bijlmer ArenA. In de nacht van dinsdag op woensdag zijn er werkzaamheden aan de Westtak. Deze serie stopt dan niet op Schiphol Airport. Dat station wordt dan bediend door intercity 11400. Wordt in combinatie gereden met ICMm.                                                        |
| 2100  | Intercity (NS) | Amsterdam Centraal – Haarlem – Leiden Centraal – Den Haag Centraal | rijdt niet na 22.00 behalve op vrijdag en zaterdag |
| 2200  | Intercity (NS) | Amsterdam Centraal – Amsterdam Sloterdijk – Haarlem – Leiden Centraal – Den Haag HS – Delft – Schiedam Centrum – Rotterdam Centraal – Dordrecht – Roosendaal – Vlissingen                                  | Rijdt op weekdagen overdag 1x/uur en vormt een halfuurdienst met series 2300 (tussen Amsterdam Centraal en Roosendaal) en 6500 (tussen Roosendaal en Vlissingen). 's Avonds en in het weekend rijdt deze serie 2x/uur. |
| 2300  | Intercity (NS) | Amsterdam Centraal – Amsterdam Sloterdijk – Haarlem – Leiden Centraal – Den Haag HS – Delft – Schiedam Centrum – Rotterdam Centraal – Dordrecht – Roosendaal – Vlissingen                                  | Rijdt alleen op weekdagen overdag en rijdt 1x/uur. Vormt tussen Amsterdam Centraal en Roosendaal een halfuursdienst met serie 2200. 's Avonds en in het weekend rijdt serie 2200 2x/uur. |
| 2700  | Intercity (NS) | Maastricht – Sittard – Roermond – Weert – Eindhoven Centraal – 's-Hertogenbosch – Utrecht Centraal – Amsterdam Centraal – Alkmaar – (Den Helder)                                                           | Rijdt van maandag t/m donderdag tot 20:00 uur tussen Alkmaar en Maastricht. Rijdt op vrijdag en in het weekend enkel tussen Alkmaar en Amsterdam Centraal. Tijdens de spits rijden 2 ritten in spitsrichting door van/naar Den Helder. Rijdt niet 's avonds na 20:00. Wordt na 20:00 uur, op vrijdag en in het weekend tussen Amsterdam Centraal en Maastricht vervangen door intercity 2900. |
| 2900  | Intercity (NS) | Enkhuizen – Hoorn – Amsterdam Centraal – Utrecht Centraal – 's-Hertogenbosch – Eindhoven Centraal – Weert – Roermond – Sittard – Maastricht                                                                | Rijdt van maandag t/m donderdag in de vroege ochtend en in de avonduren en rijdt van vrijdag t/m zondag de hele dag en vervangt dan Intercity 3900 tussen Enkhuizen en Amsterdam Centraal en intercity 2700 tussen Amsterdam Centraal en Maastricht. |
| 3000  | Intercity (NS) | Nijmegen – Arnhem Centraal – Ede-Wageningen – Veenendaal-De Klomp – Driebergen-Zeist – Utrecht Centraal – Amsterdam Centraal – Zaandam – Alkmaar – Den Helder                                              | Veenendaal-De Klomp wordt alleen na 19:00 bediend door deze serie. |
| 3100  | Intercity (NS) | Den Haag Centraal – Leiden Centraal – Schiphol Airport – Amsterdam Bijlmer ArenA – Utrecht Centraal – Veenendaal-De Klomp – Ede-Wageningen – Arnhem Centraal – Nijmegen                                    | Rijdt na circa 22:30, zaterdagochtend tot circa 9:00 en op zondagochtend tot circa 10:00 niet tussen Nijmegen en Utrecht Centraal v.v. Stopt alleen van vrijdag t/m zondag tot circa 19:00 te Veenendaal-De Klomp. |
| 3200  | Intercity (NS) | Arnhem Centraal – Ede-Wageningen – Utrecht Centraal – Amsterdam Zuid – Schiphol Airport – Leiden Centraal – Den Haag HS – Delft – Rotterdam Centraal                                                       | Stopt niet te Schiedam Centrum. Rijdt alleen van maandag tot en met donderdag tot circa 19:00. |
| 3500  | Intercity (NS) | Dordrecht – Rotterdam Centraal – Schiedam Centrum – Delft – Den Haag HS – Leiden Centraal – Schiphol Airport – Amsterdam Zuid – Utrecht Centraal – 's-Hertogenbosch – Eindhoven Centraal – Helmond – Venlo | Rijdt na circa 22:30, op zaterdagochtend tot circa 9:00 en op zondagochtend tot circa 10:00 niet tussen Dordrecht en Utrecht Centraal v.v. |
| 3900  | Intercity (NS) | Enkhuizen – Hoorn – Amsterdam Centraal – Utrecht Centraal – 's-Hertogenbosch – Eindhoven Centraal – Weert – Roermond – Sittard – Heerlen                                                                   | Stopt niet in Zaandam. Rijdt in de avonduren en van vrijdag t/m zondag de hele dag enkel tussen Eindhoven Centraal en Heerlen. Wordt in de avonduren en van vrijdag t/m zondag de hele dag vervangen door intercity 2900. Rijdt van maandag t/m donderdag in de avonduren enkel tussen Sittard en Heerlen en rijdt dan 1x/uur.                                                                |
| 21400 | Intercity (NS) | Eindhoven Centraal – Utrecht Centraal | Nachtnet. Rijdt alleen in de nachten volgend op vrijdag en zaterdag. |
| 21430 | Intercity (NS) | Utrecht Centraal – Driebergen-Zeist – Veenendaal-De Klomp – Ede-Wageningen – Arnhem Centraal – Elst – Nijmegen                                                                                             | Nachtnet. Rijdt alleen in de nachten van vrijdag op zaterdag en zaterdag op zondag. Stopt richting Utrecht Centraal niet in Veenendaal-De Klomp en Driebergen-Zeist. |

## Stiltecoupés
De stiltecoupés zijn in een deel van de tussenrijtuigen met 1e en 2e klas geplaatst (in de bovenverdieping).

## Interieurfoto's

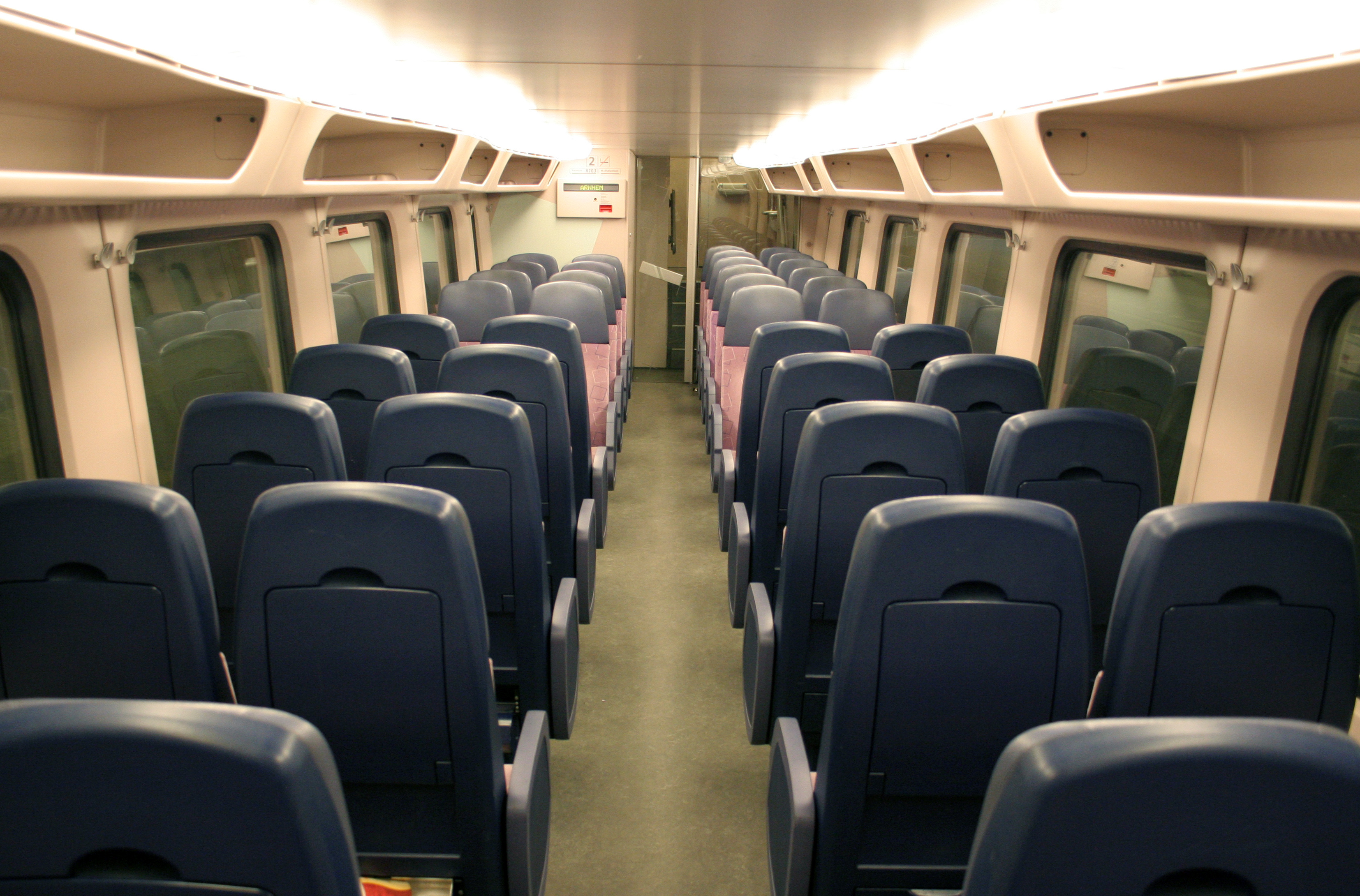
Interieur van 2e klas (VIRM-2/3)
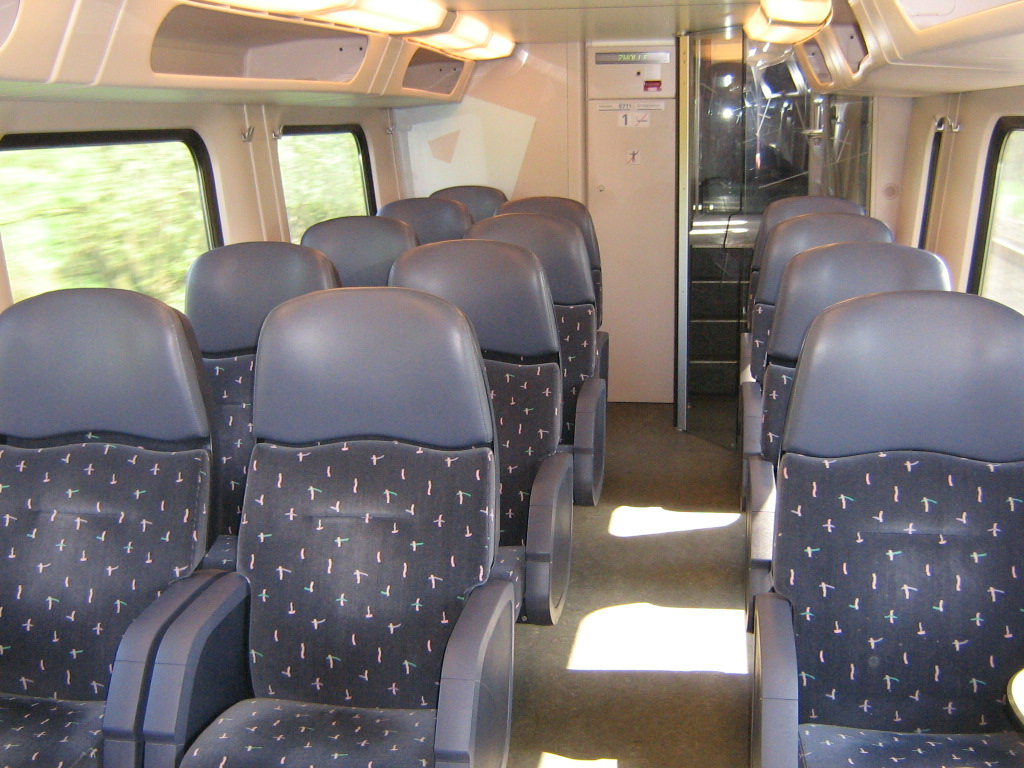
Interieur van 1e klas (VIRM-2/3)
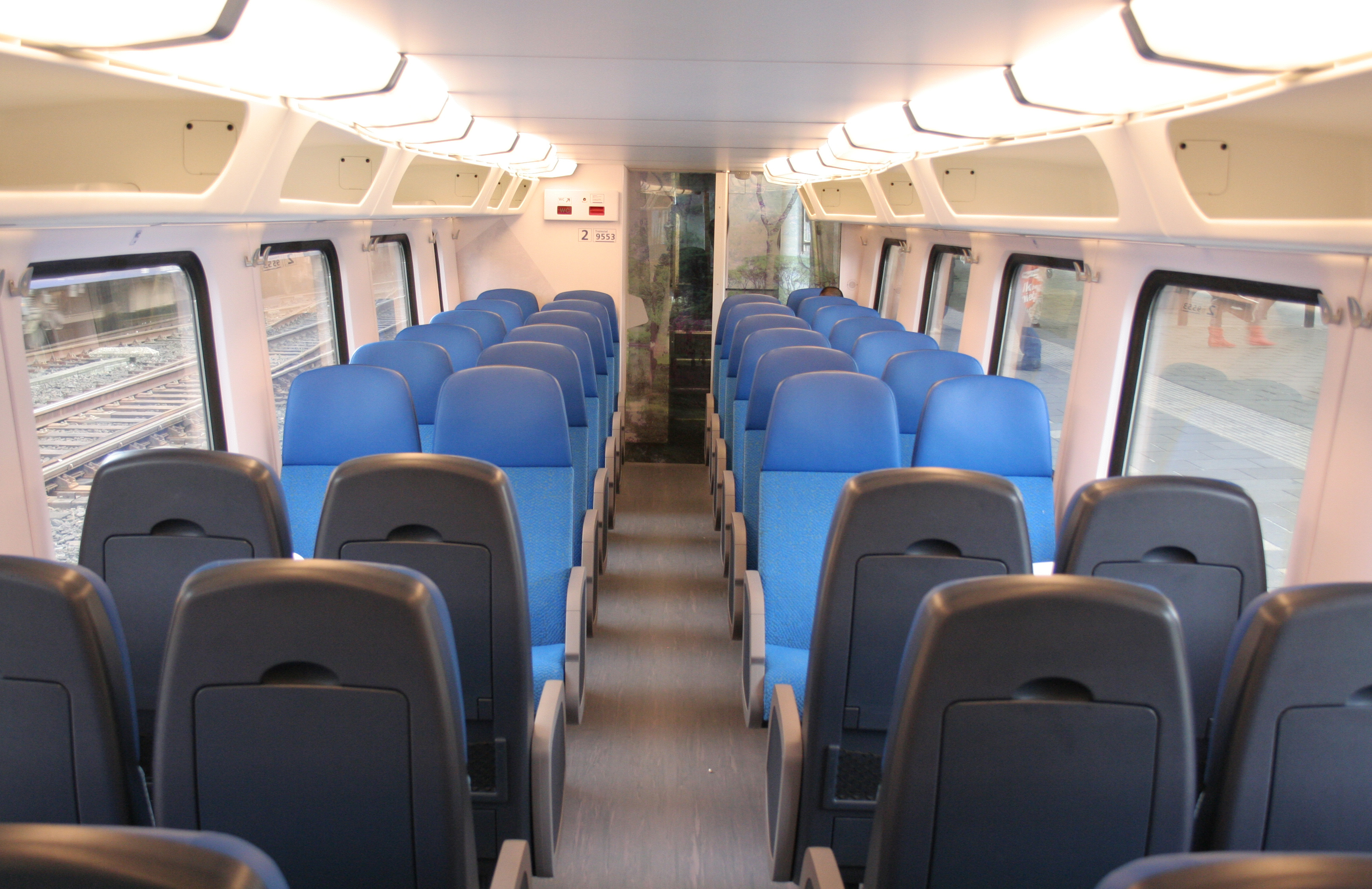
Interieur van 2e klas (VIRM-4)
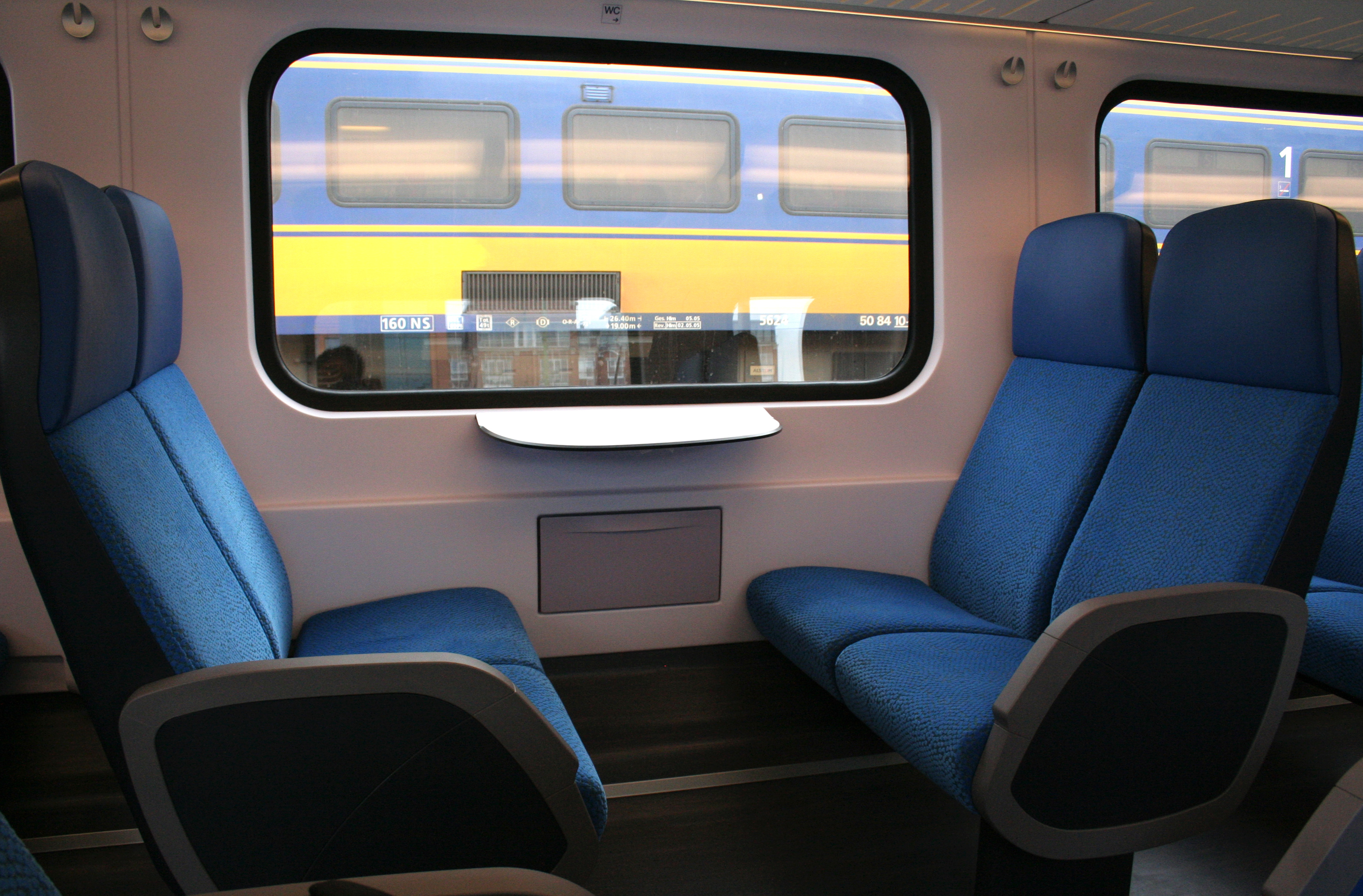
Interieur van 2e klas met vis-à-vis-stoelen (VIRM-4)
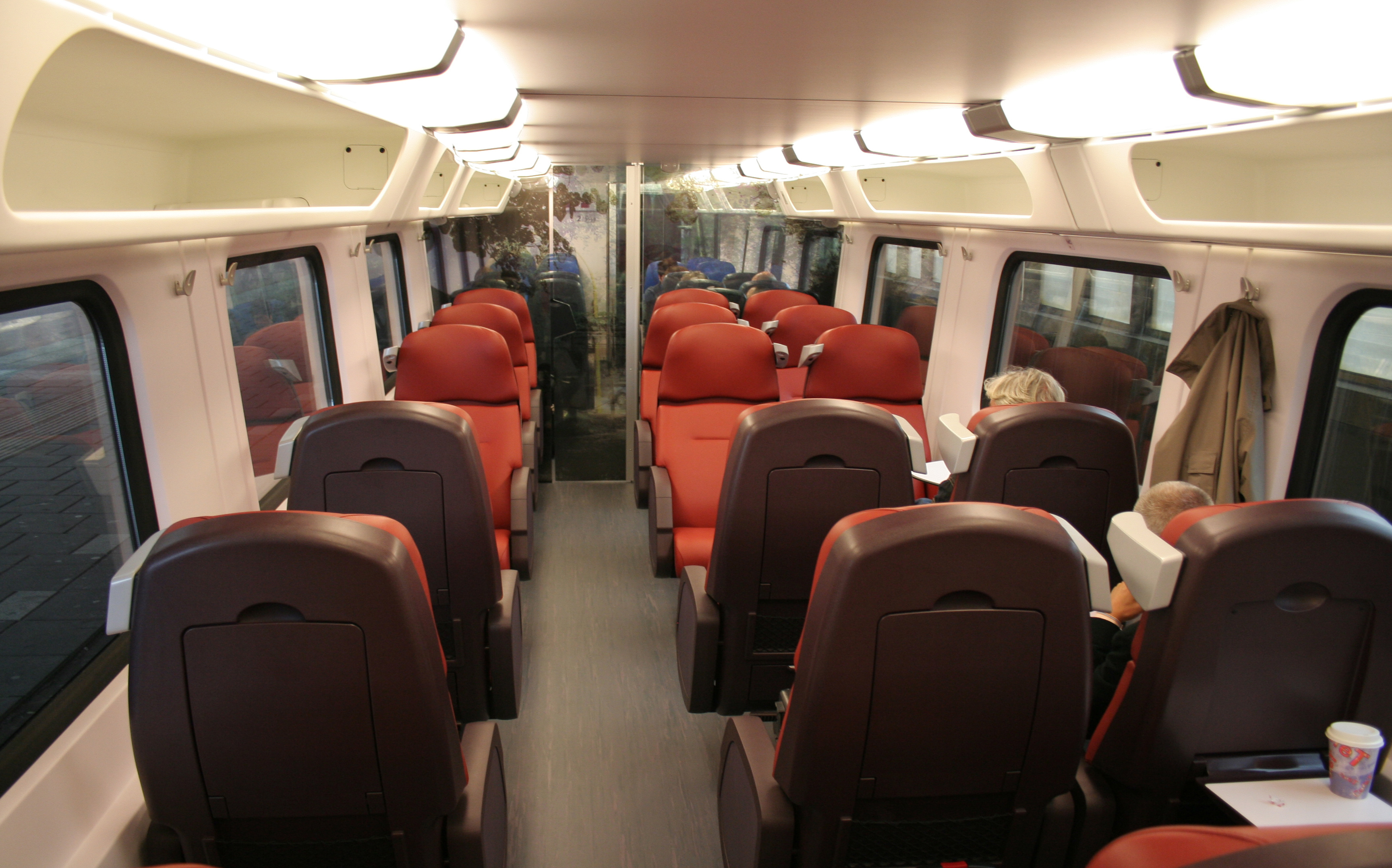
Interieur van 1e klas met leesverlichting (VIRM-4)
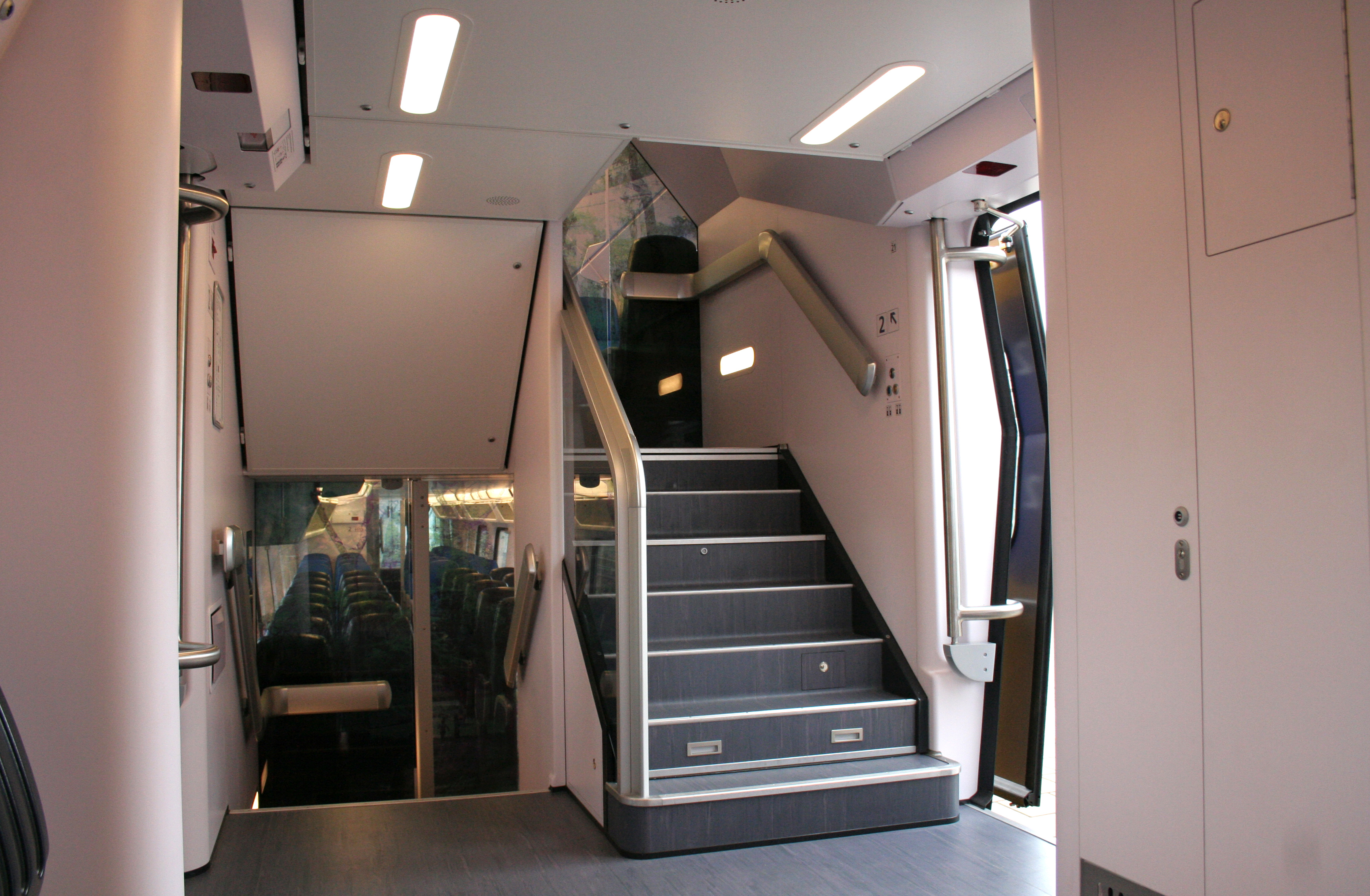
Brede trap door ontbreken van de lift (VIRM-4)
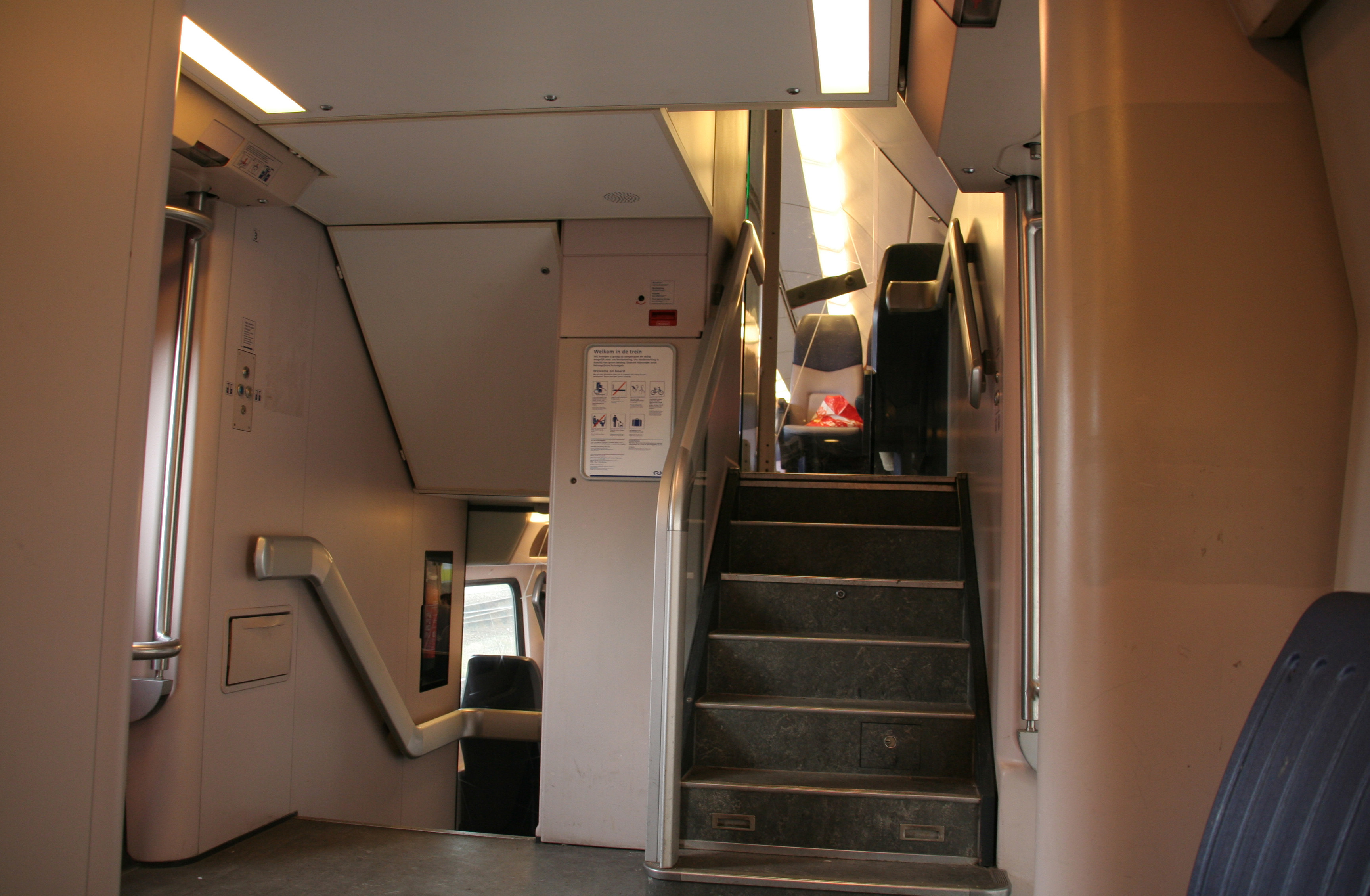
Smalle trap door aanwezigheid van railcateringlift (VIRM-1/2/3)
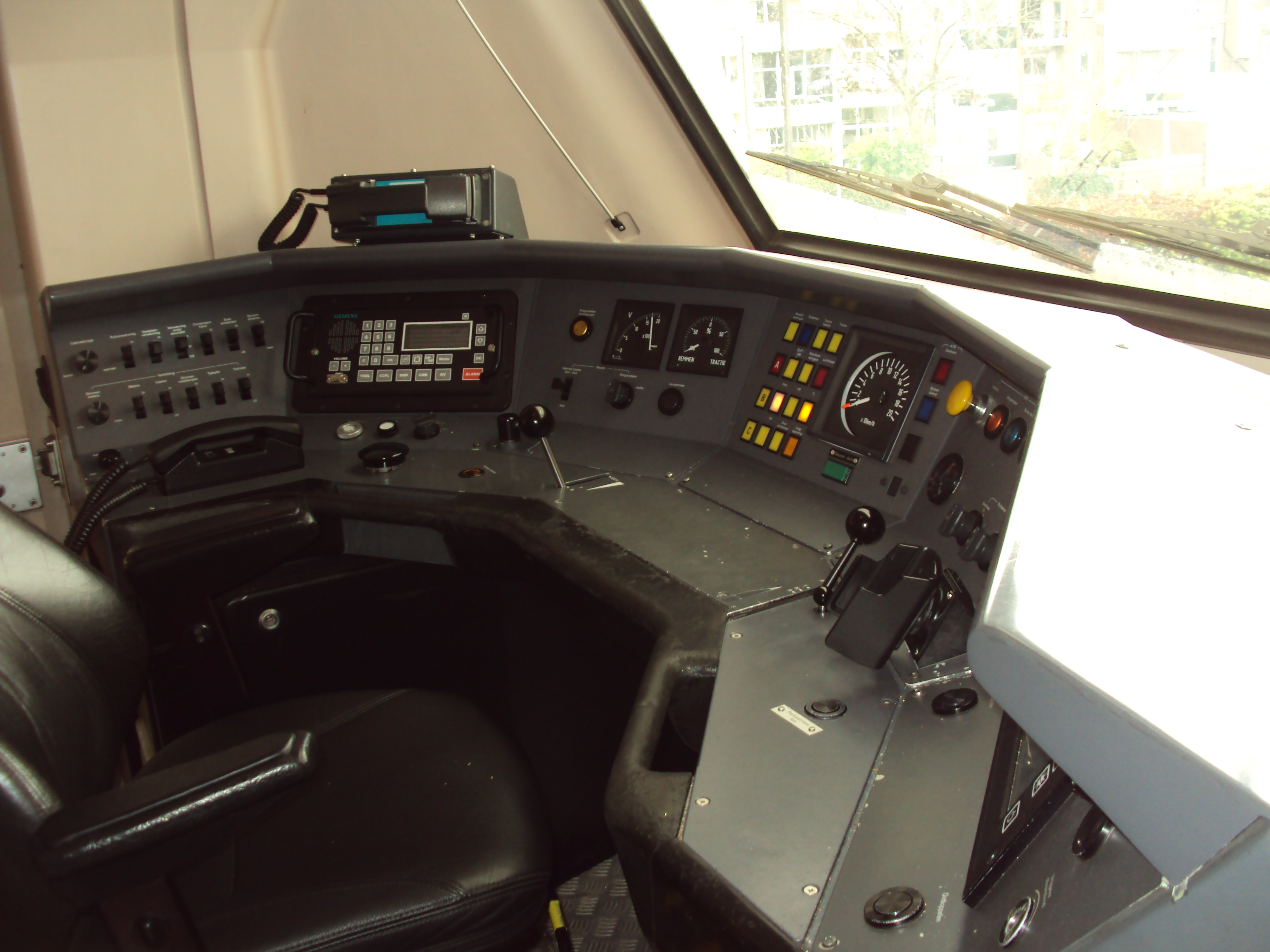
Cabine
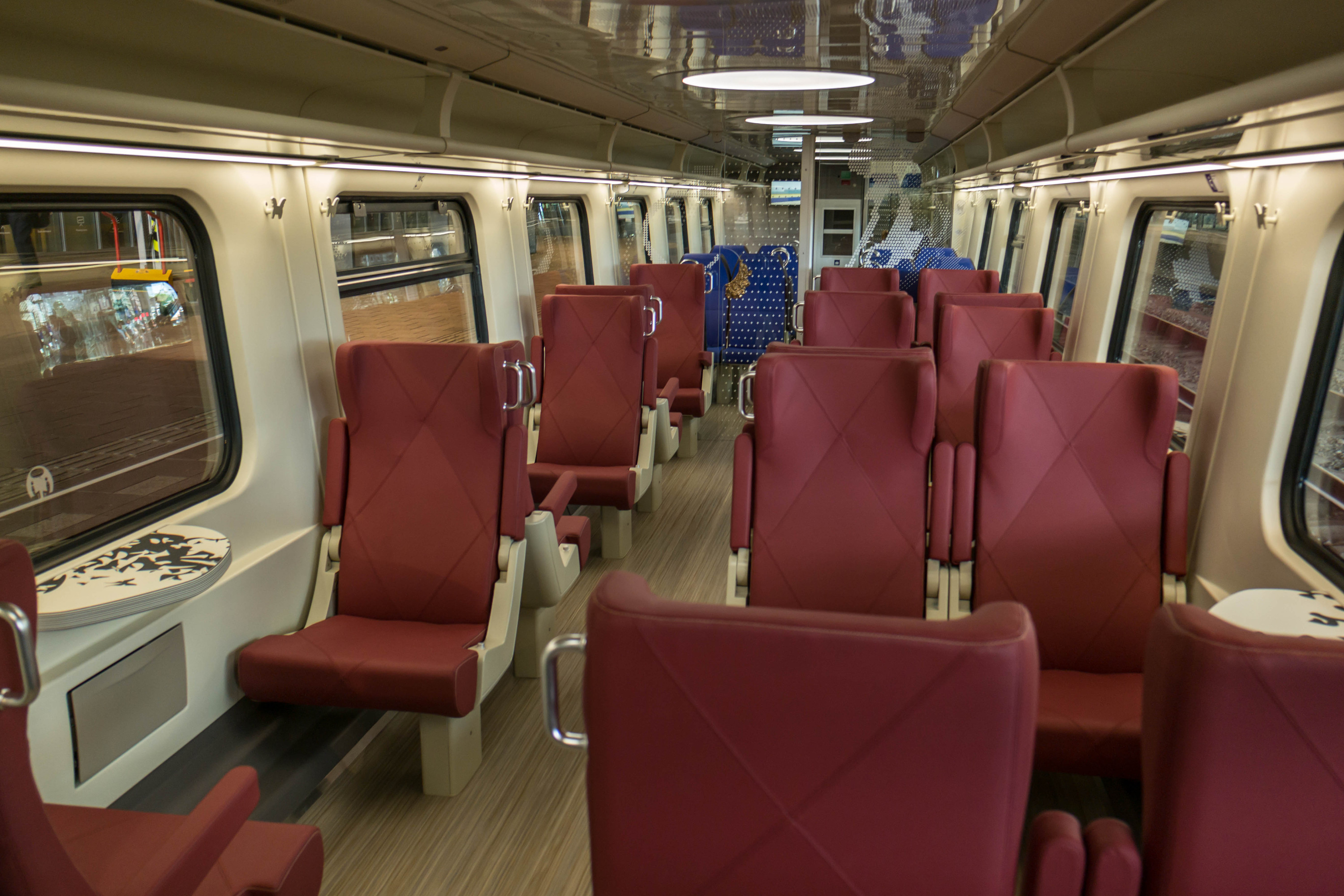
Interieur gereviseerd VIRMm-1 stel 9411
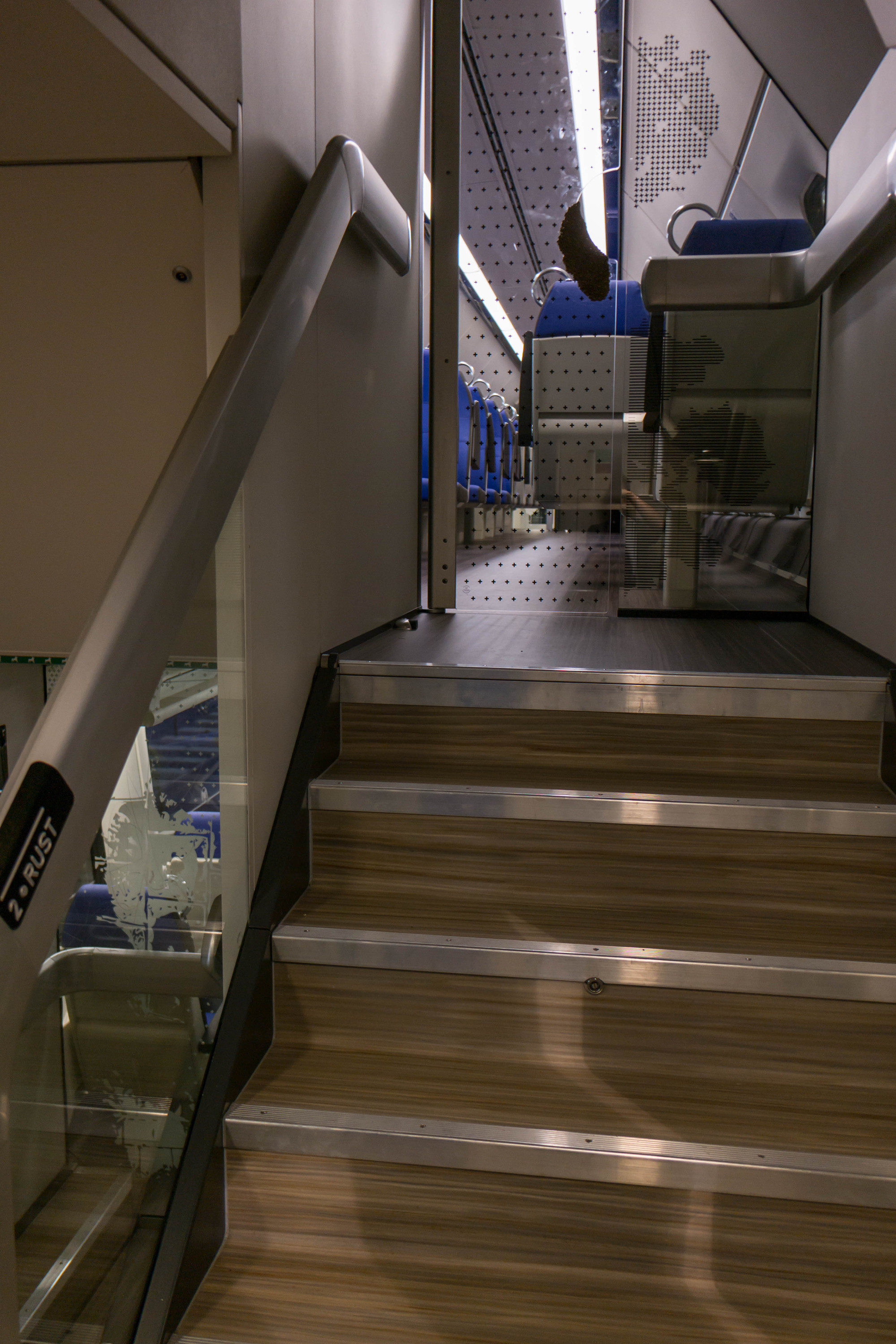
Interieur gereviseerd VIRMm-1 stel 9411
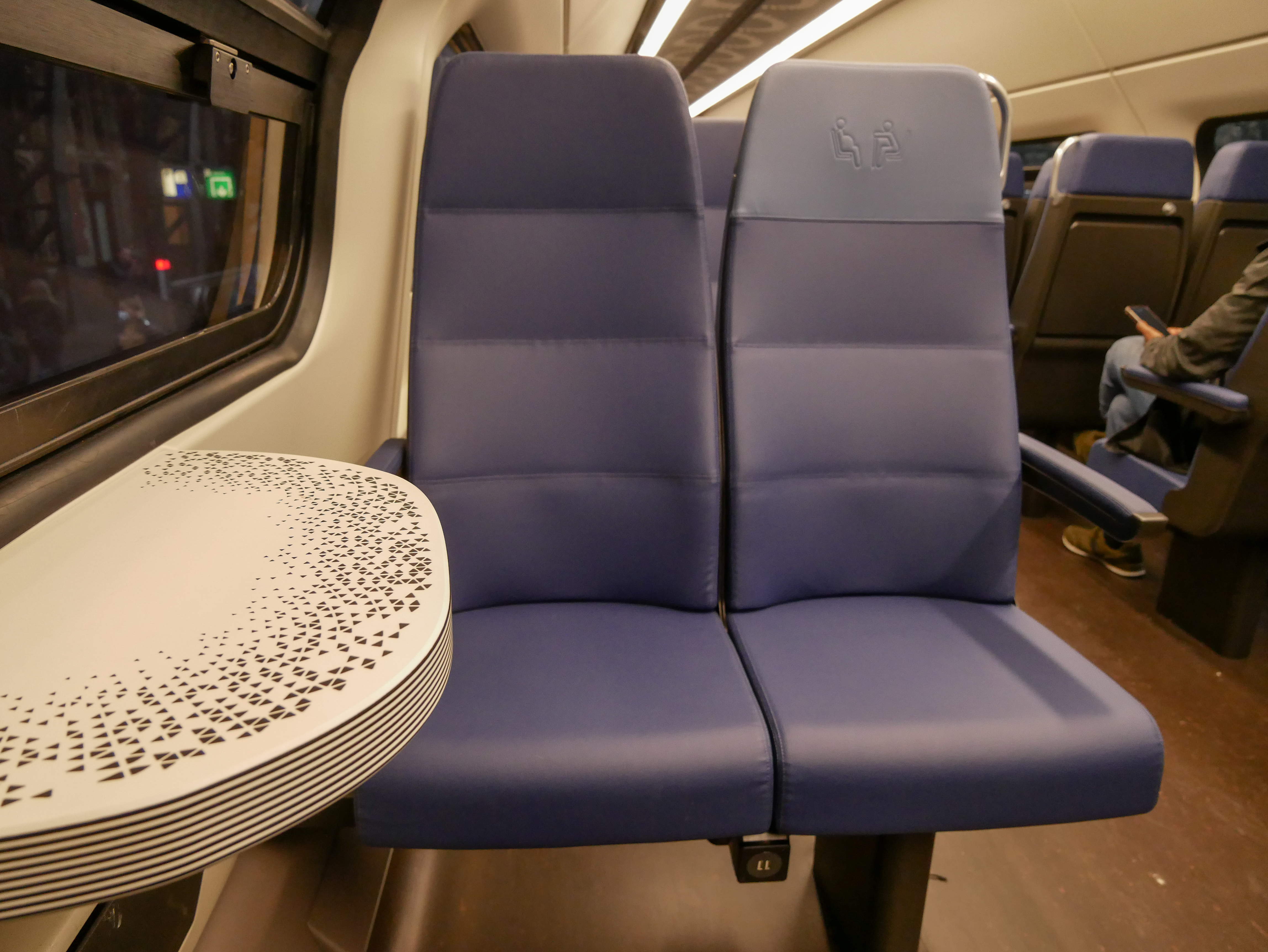
Interieur van de gereviseerde VIRMm-2/3
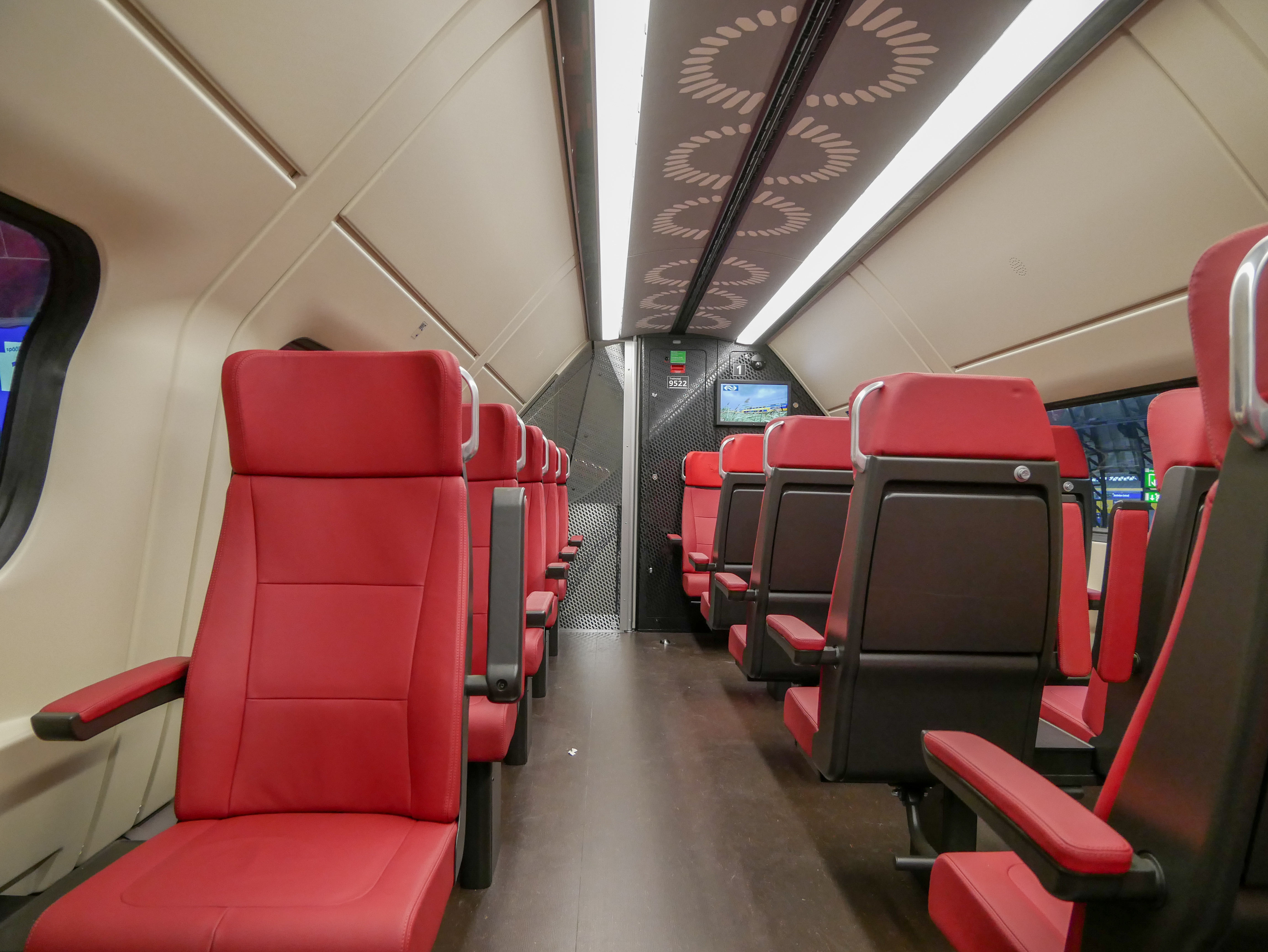
Interieur van de gereviseerde VIRMm-2/3

## Uiterlijk
Bij aflevering hadden alle IRM-treinstammen dezelfde kleurstelling: geel met blauwe banen die bovenlangs de ruiten liepen en grijze cabines. Bij de revisie van VIRM-1 werd besloten om de kleurstelling enigszins aan te passen: er waren nu contrasterende blauwe banden rondom de deuren te zien en de blauwe band liep nu onderlangs i.p.v. bovenlangs. Bij de revisie van VIRM-2/3 werd de nieuwe 'Flow'-huisstijl van NS toegepast: voornamelijk geel met blauwe deuren en enorme NS-logo's op de zijkant.
In navolging van het treinongeluk bij Hooghalen besloot NS om, net zoals de SNG-treinstellen, ook alle VIRM-treinstammen te voorzien van een gele neus. De VIRMm-2/3 kreeg dit al bij aflevering, bij VIRMm-1 en VIRM-4 is dit tijdens onderhoudsbeurten aangepast.

### Reclame
- Treinstam 9525 was in het kader van sponsoring door NS Reizigers voorzien van totaalreclame voor NOC*NSF, maar is inmiddels teruggebracht in de geel-blauwe staat.
- Op 24 april 2013 heeft stam 9520 zijn NOC*NSF-reclame verruild voor een oranje bestickering, om in verband met het aantreden van Koning Willem-Alexander te rijden als 'koningstrein'.
- Stam 9514 was tot de modernisering in 2021 voorzien van het opschrift Lekker lezen doe je in de trein. Sinds oktober 2017 hebben ook de stammen 9549 en 9592 een jasje gekregen in de Lekker lezen doe je in de trein-uitrusting. De 9524 met reclame voor de OV-chipkaart.

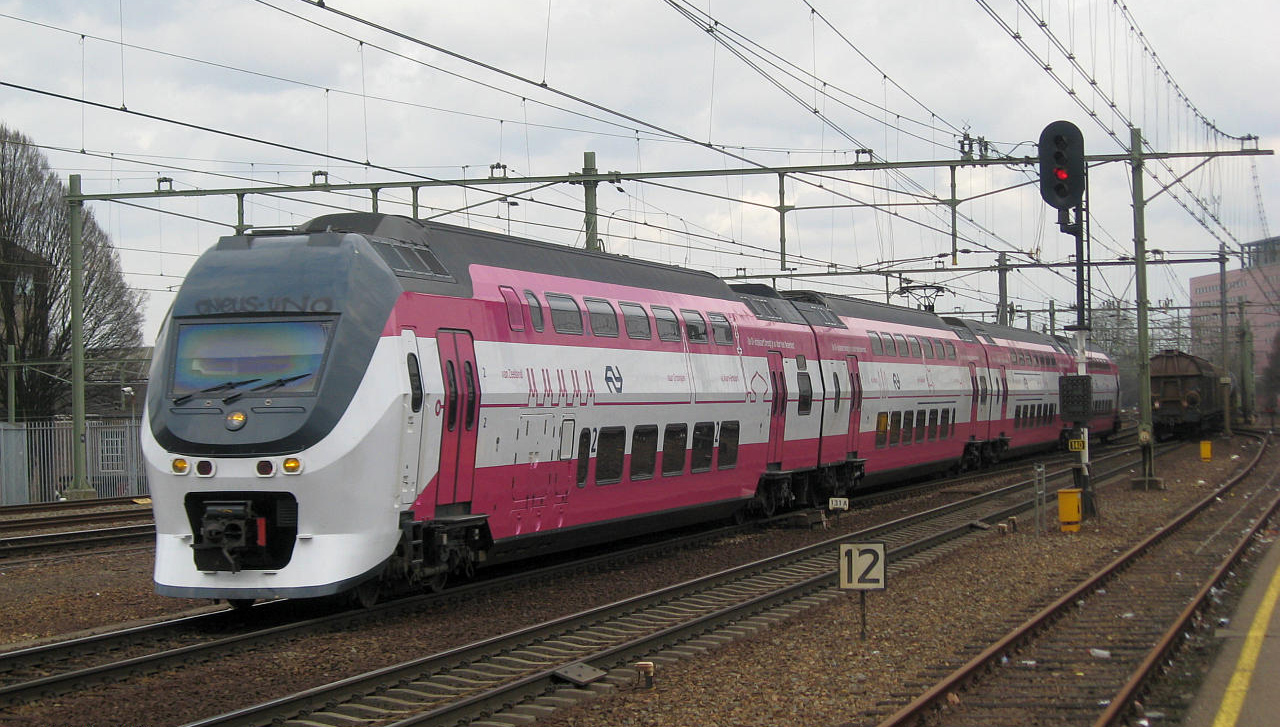
De 9524 met reclame voor de OV-chipkaart.

- Stammen 9522 en 9524 waren voorzien van een reclame ter promotie van de OV-chipkaart. Inmiddels is de bestickering weer verwijderd.
- In september 2014 kwam er een VIRM in dienst die is voorzien van reclame voor een project om de treinen energiezuinig te laten rijden; zie Groene trein.
- In het verleden heeft treinstam 9524 rondgereden met stickers voor de musicals Mamma Mia! en The Lion King.
- Stam 8733 heeft reclame gehad voor het materieel zelf, aangezien in deze stam de 300e VIRM-bak is opgenomen.
- In oktober 2022 werden de mBvk's van treinstellen 9522 en 9524 voorzien van van de tekst 'Wordt dit jouw nieuwe werkplek? Kijk op werkenbijns.nl'.
- In april 2024 werd de laatste gereviseerde VIRMm-3, de 8746, voorzien van een koolmees naast het treinstelnummer op de cabines, ter ere van NS-president-directeur Wouter Koolmees.

### Groene trein
Groene trein is het VIRM-4-treinstel 9556, waarvan het uiterlijk is aangepast in samenwerking met Eneco.
Het treinstel heeft in 2014 in het kader van promotie van groene stroom een ander uiterlijk gekregen om zo kenbaar te maken dat in 2018 alle treinen op groene stroom rijden. Het uiterlijk van de trein is ontworpen door de Amsterdamse ontwerpers Michiel van Sinderen en Steffen de Jonge. Dit treinstel werd gepresenteerd op 20 september 2014 tijdens het 175-jarig spoorjubileum.
Het ontwerp bestaat uit heel kleine blokjes geel en blauw (diverse tinten) die groen lijken wanneer de trein langs rijdt of vanuit een hoek bekeken wordt.

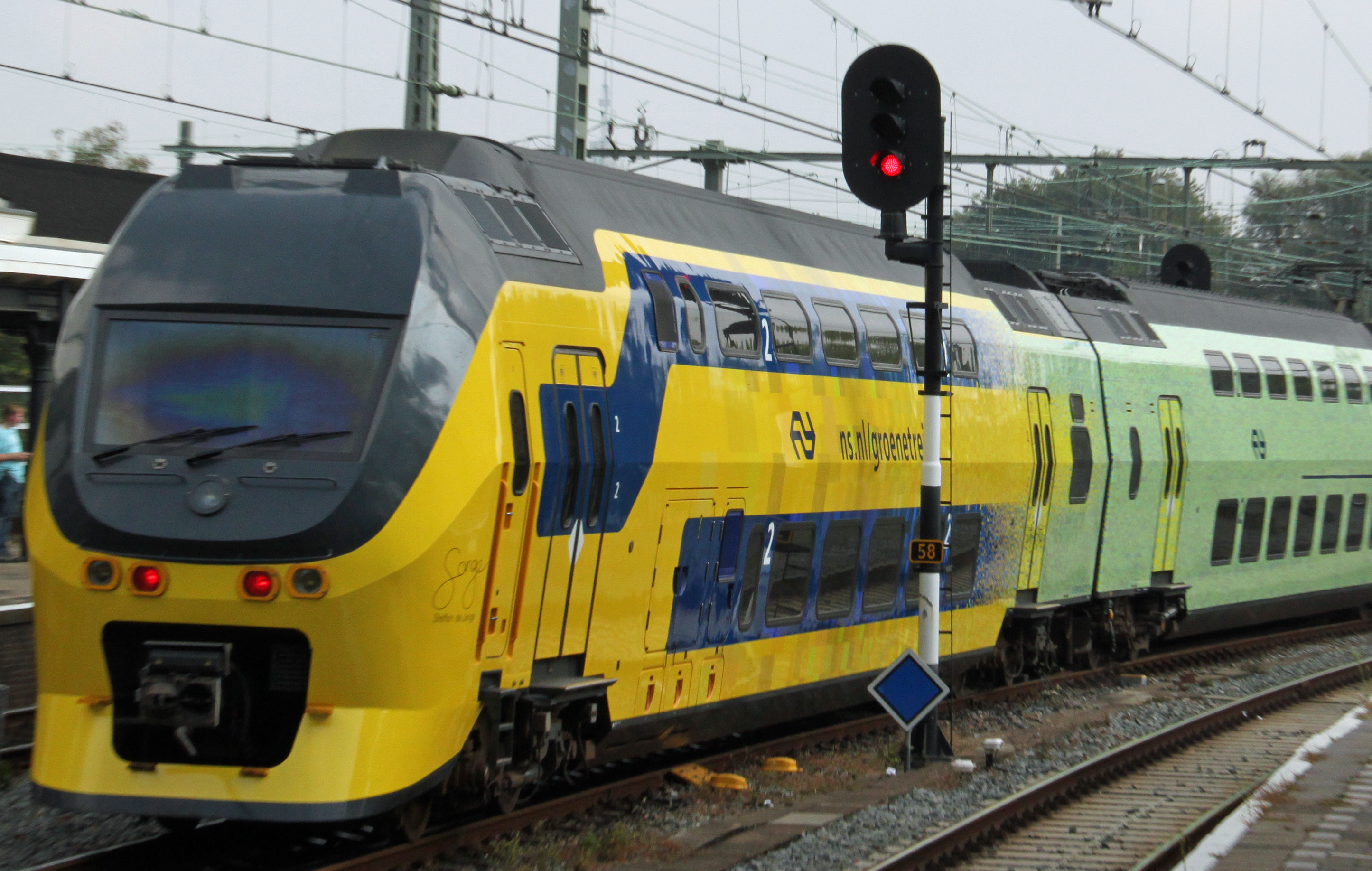
Groene trein in Haarlem.
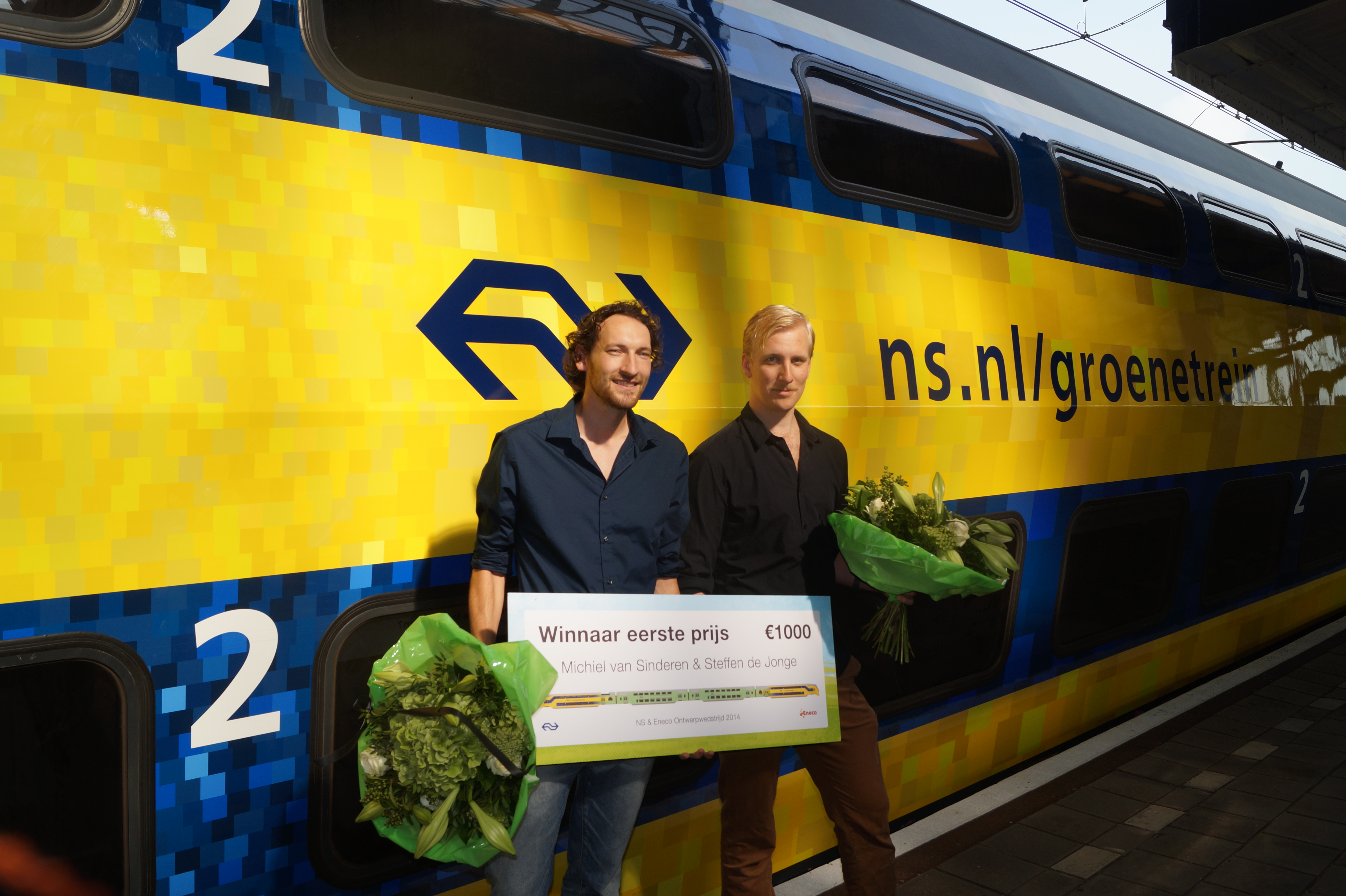
Ontwerpers groene VIRM: Michiel van Sinderen en Steffen de Jonge.
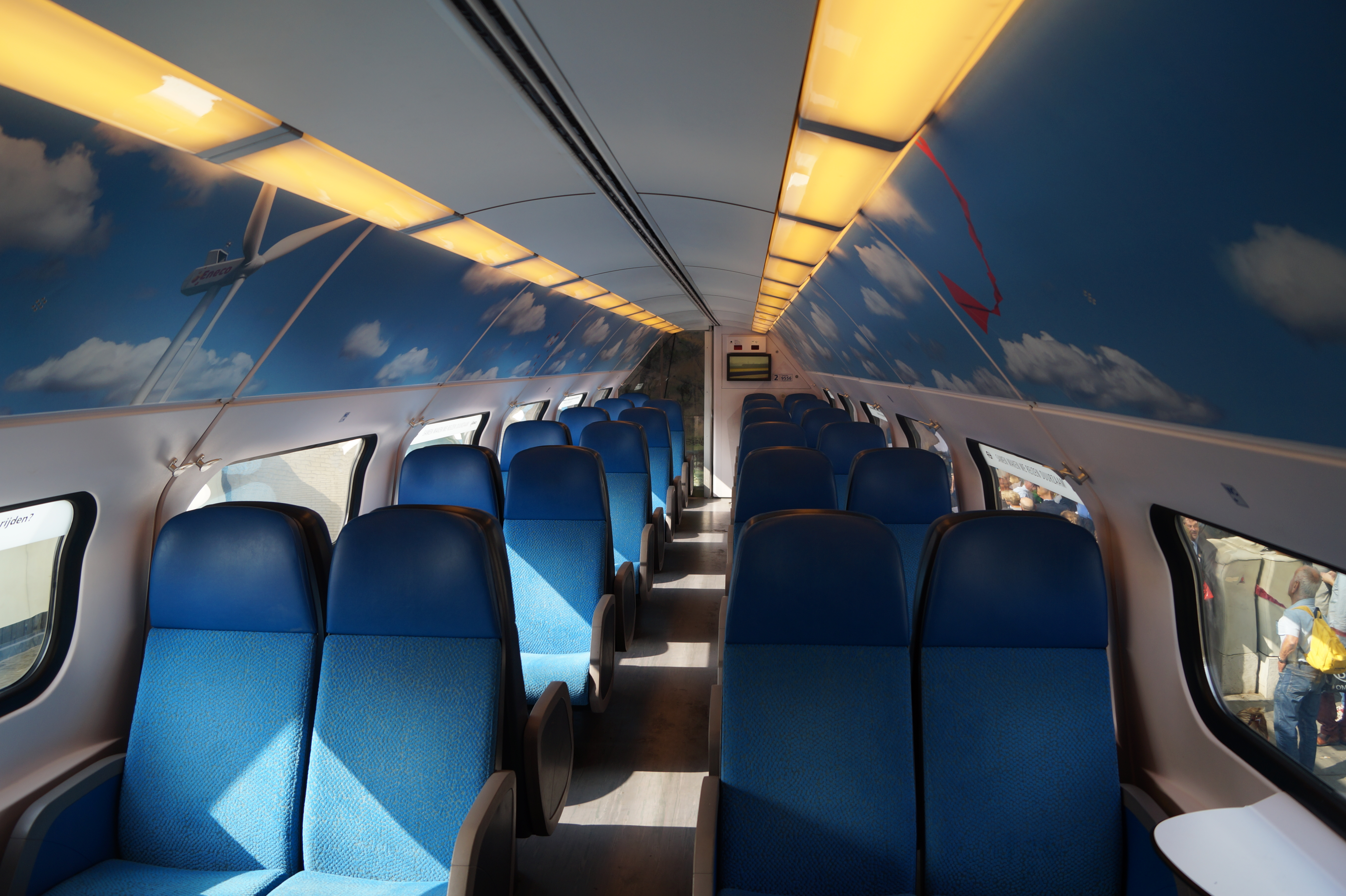
Het interieur van groene VIRM is blauw, waaronder voorheen de wandpanelen.
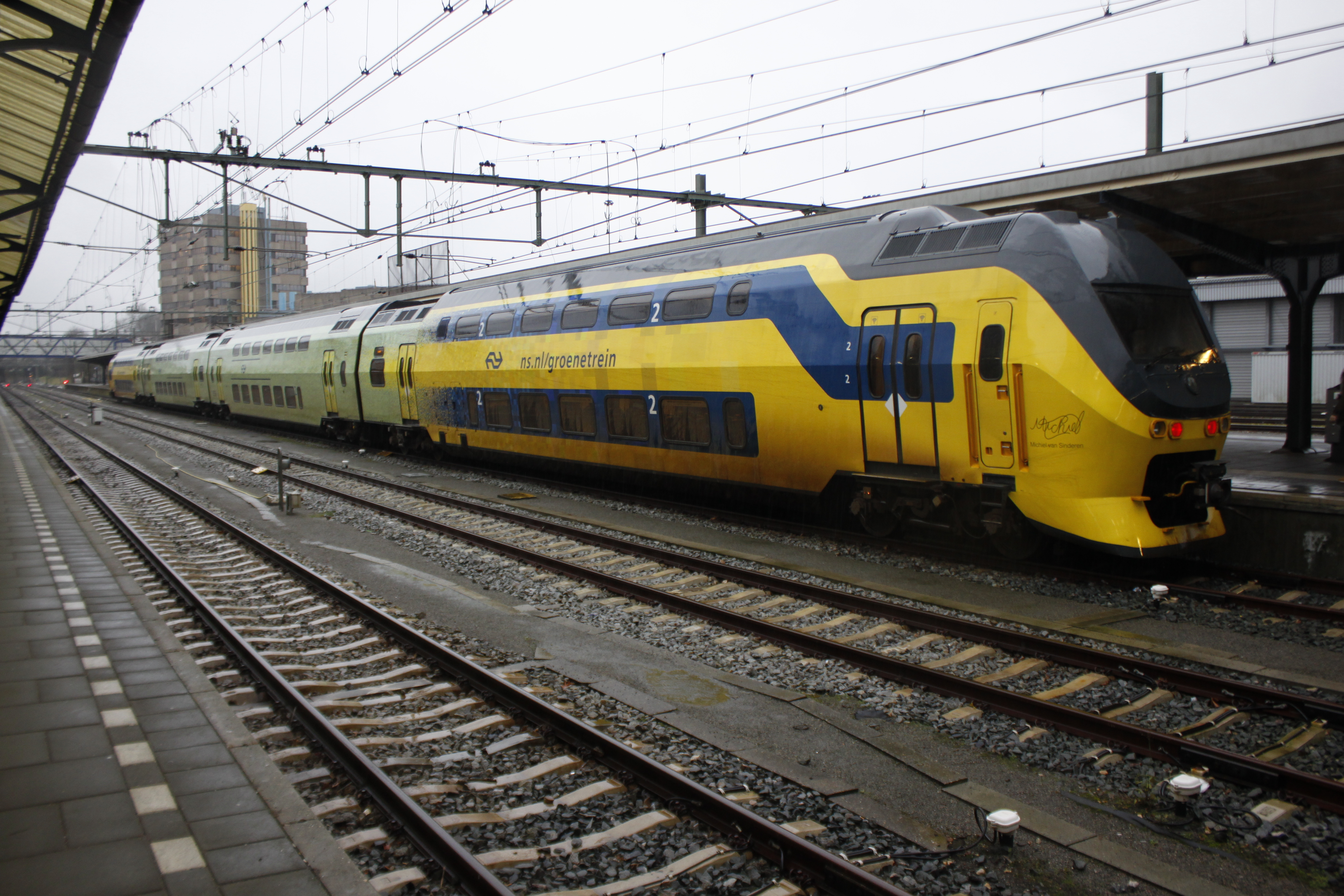
Overzicht van de groene VIRM te station Groningen.